# Демографический кризис в Российской Федерации

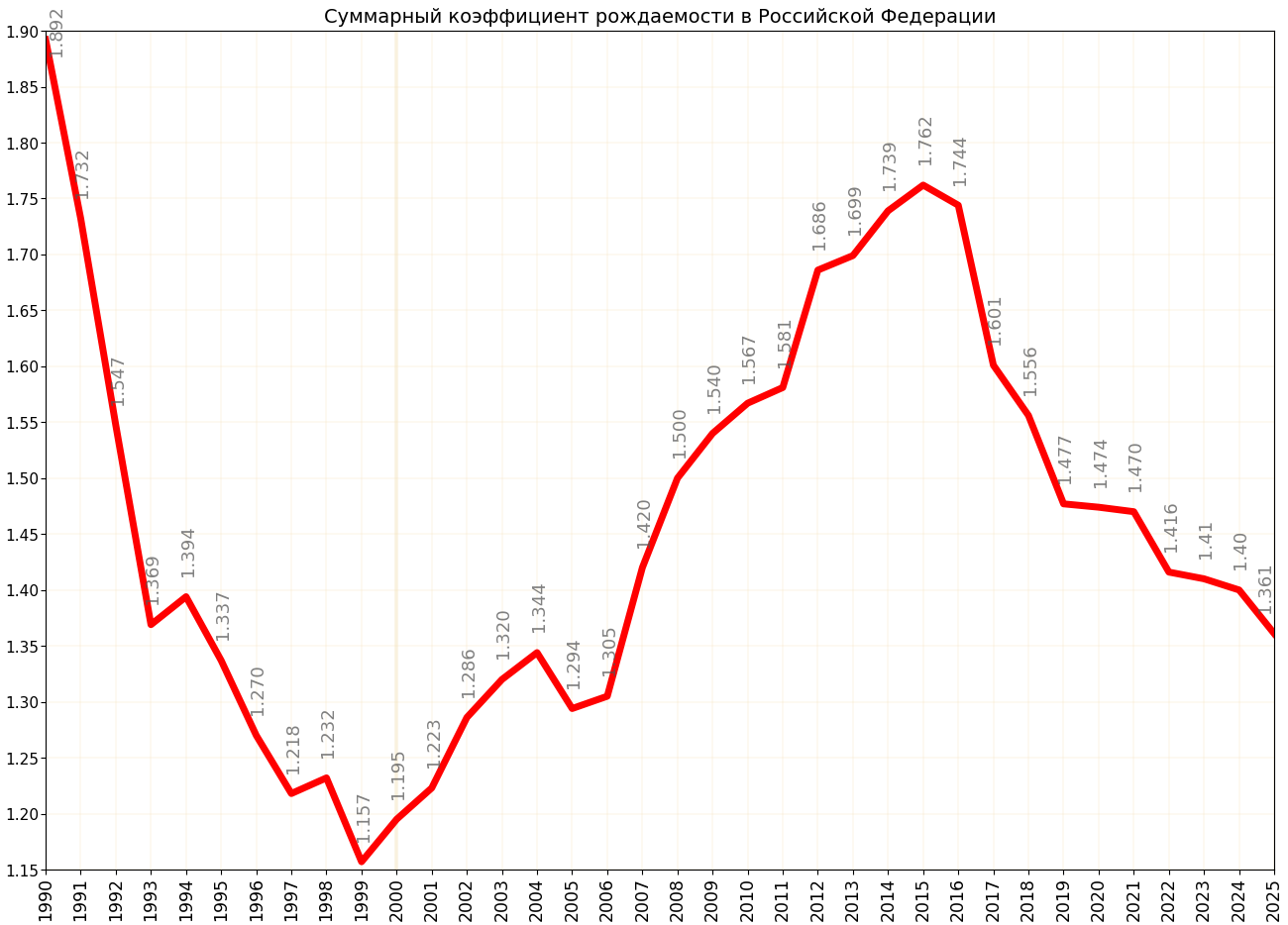
Суммарный коэффициент рождаемости в Российской Федерации, 1990—2024 годы

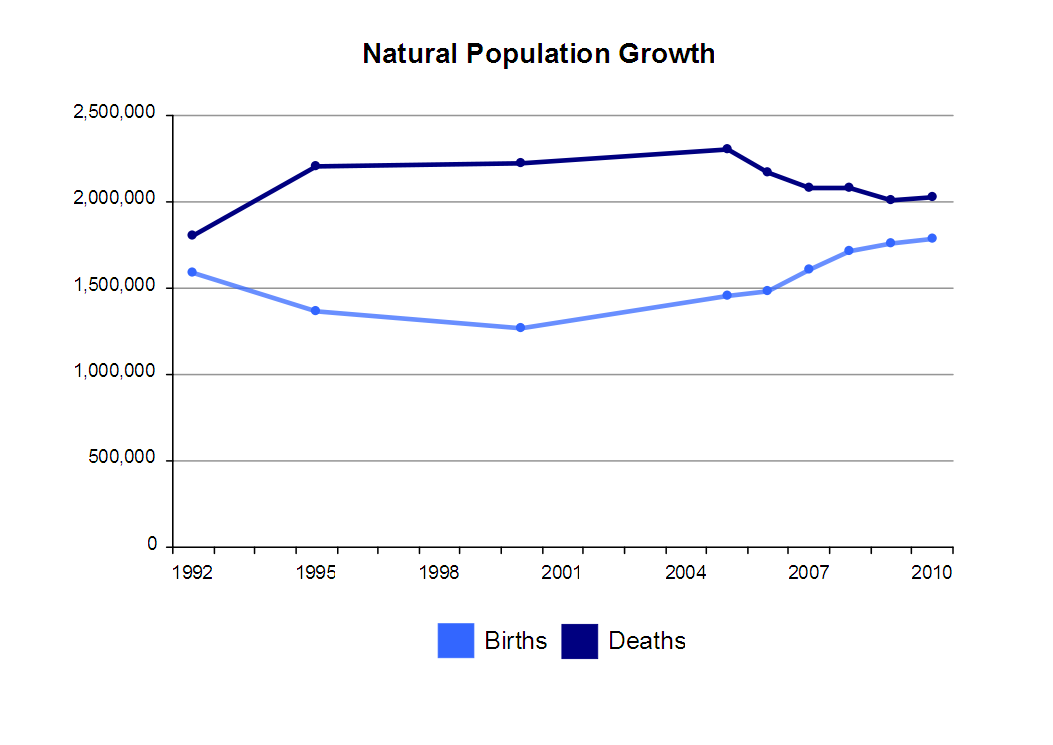
Динамика численности родившихся и умерших в России в 1992—2010 годах

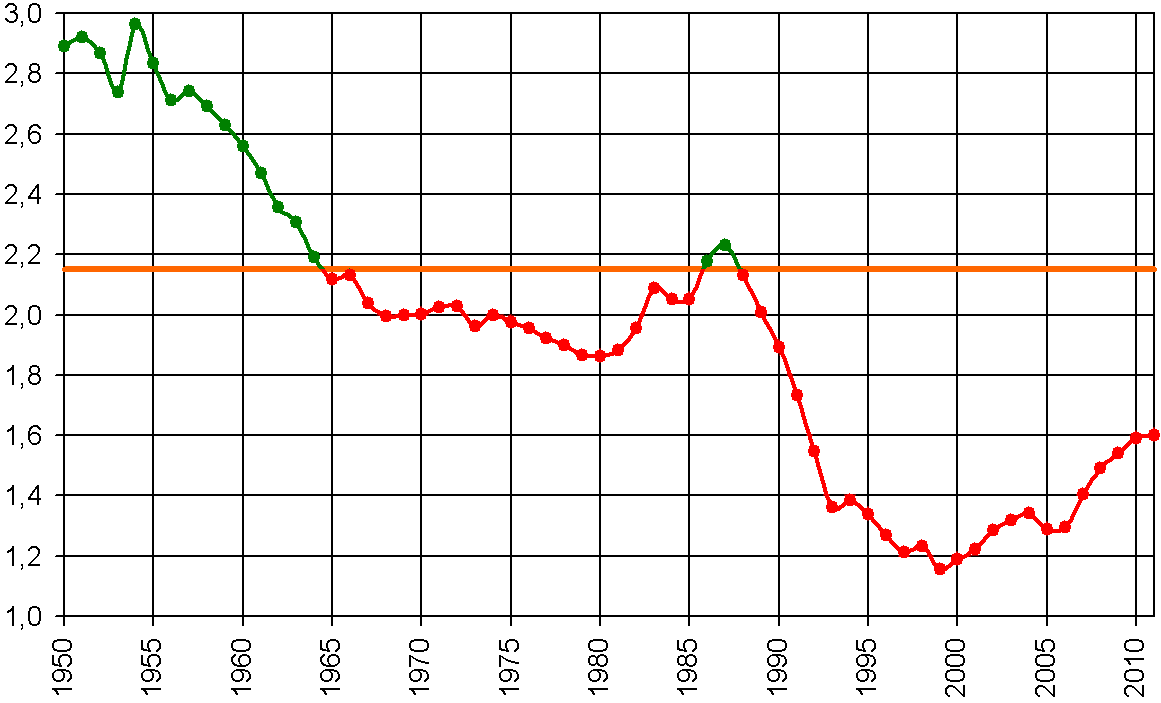
Изменение суммарного коэффициента рождаемости в России в 1950—2011 годах

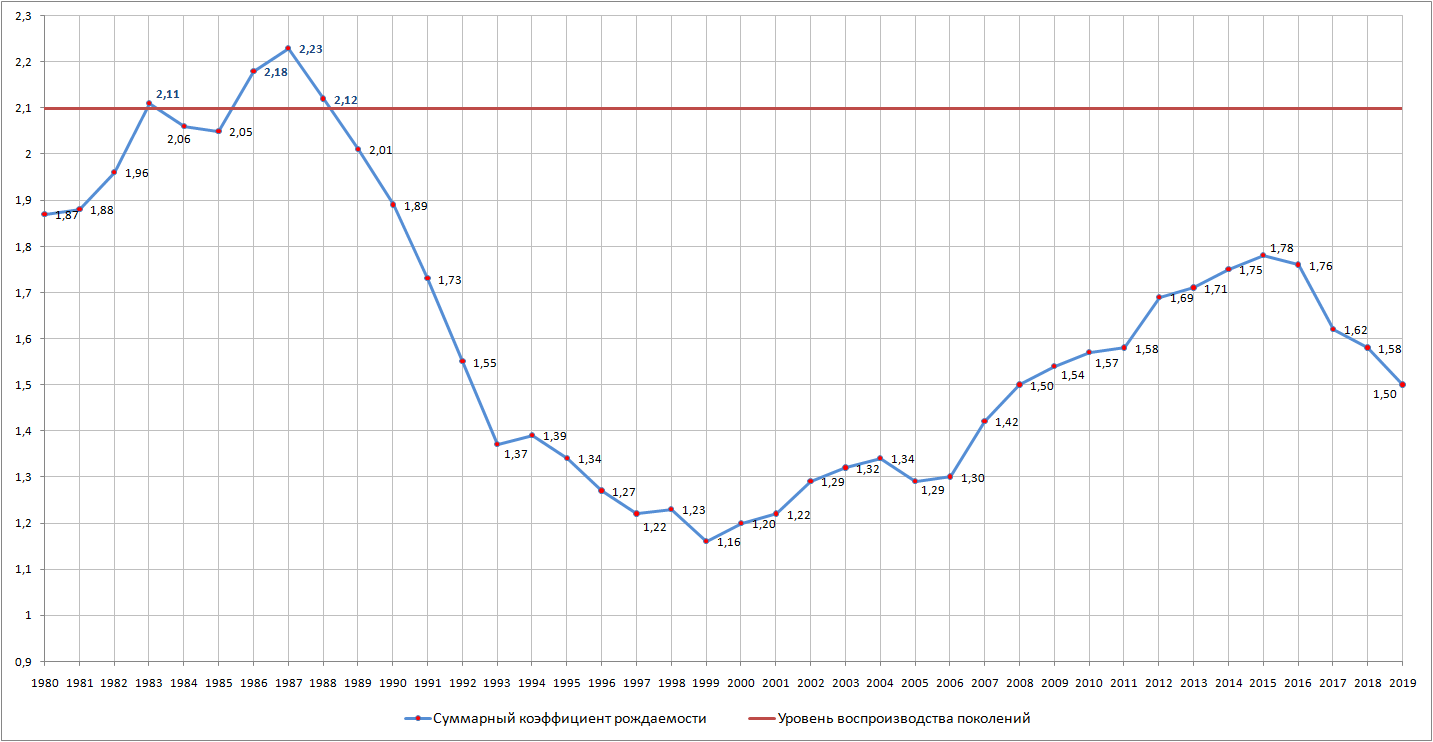
Суммарный коэффициент рождаемости в России в 1980—2019 годах

Изменение суммарного коэффициента рождаемости в России с разбивкой по федеральным округам в период с 1990 по 2019 год

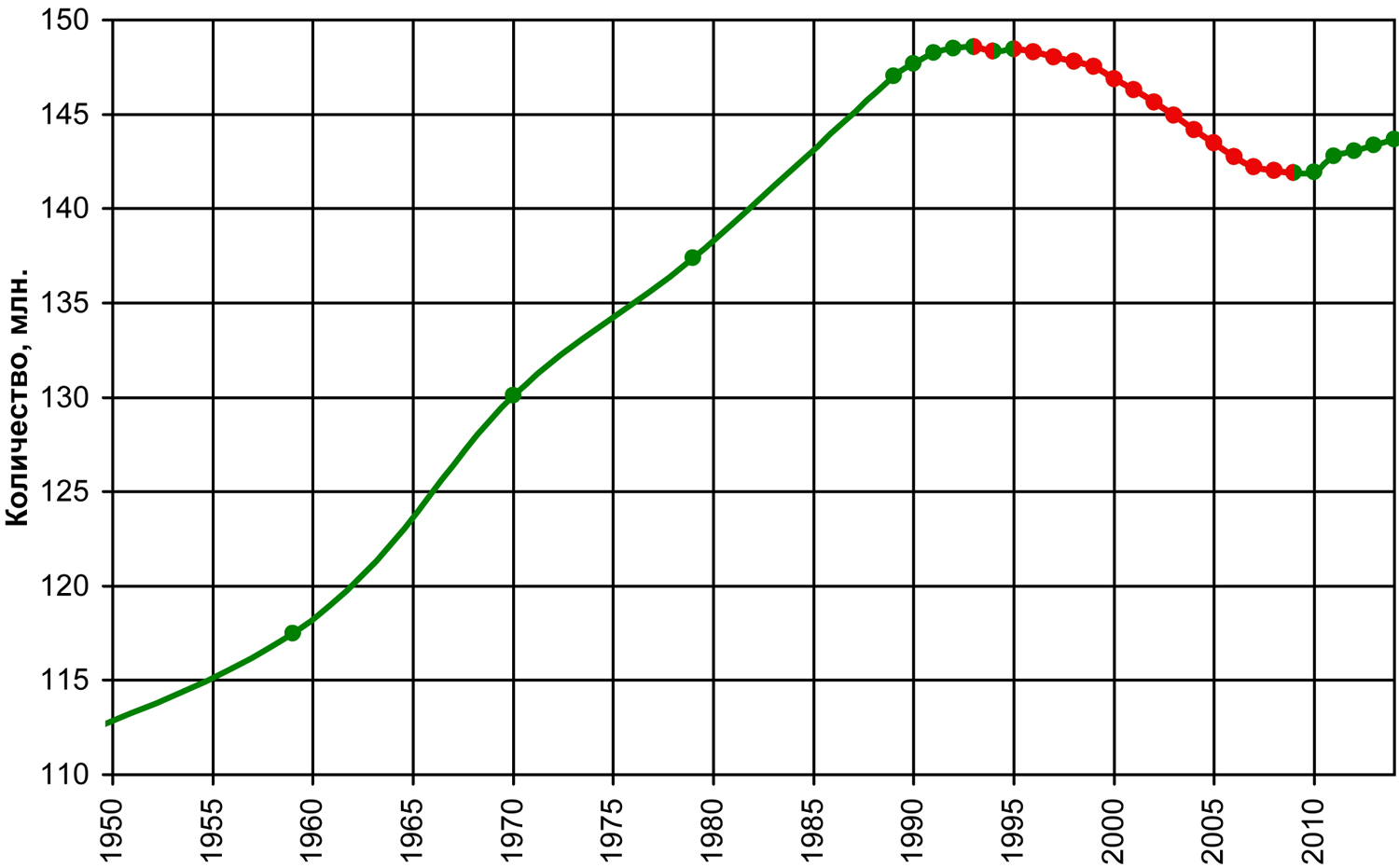
Численность населения России в 1950—2014 годах

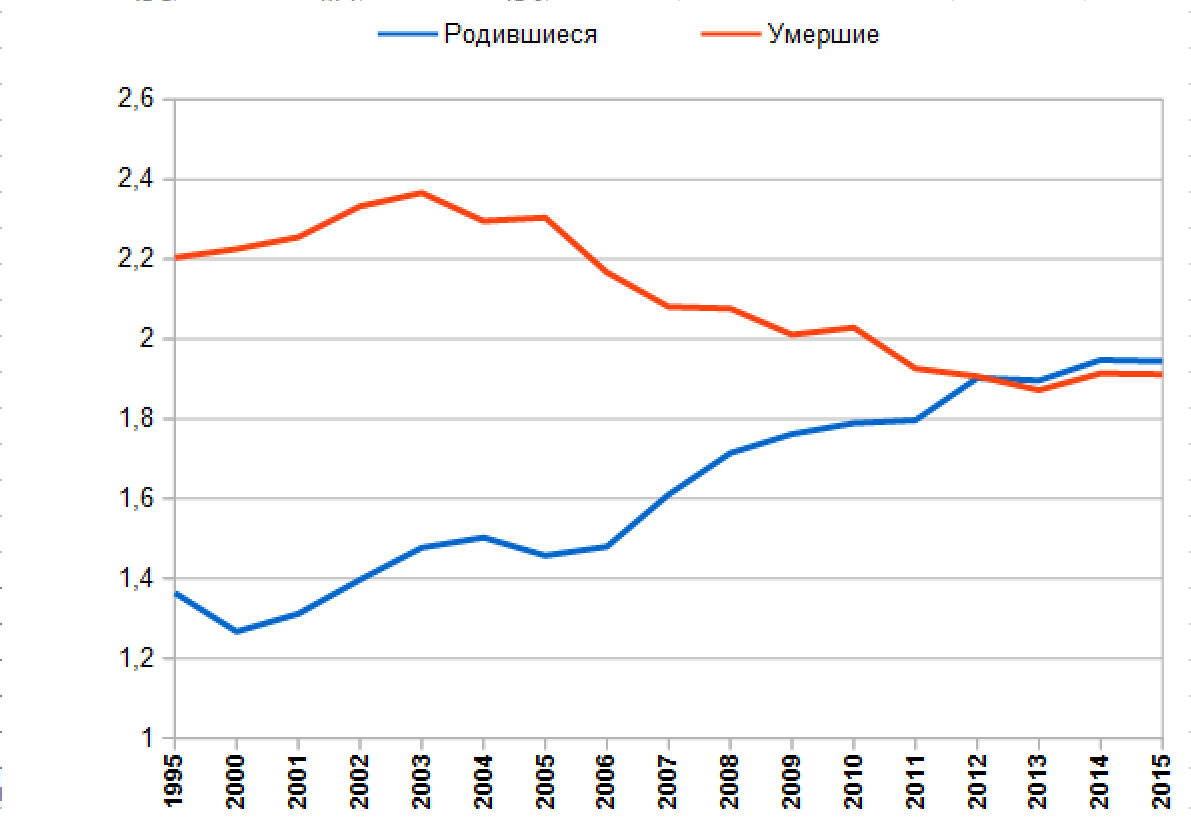
Динамика численности родившихся и умерших в России в 1995—2015 годах, в млн

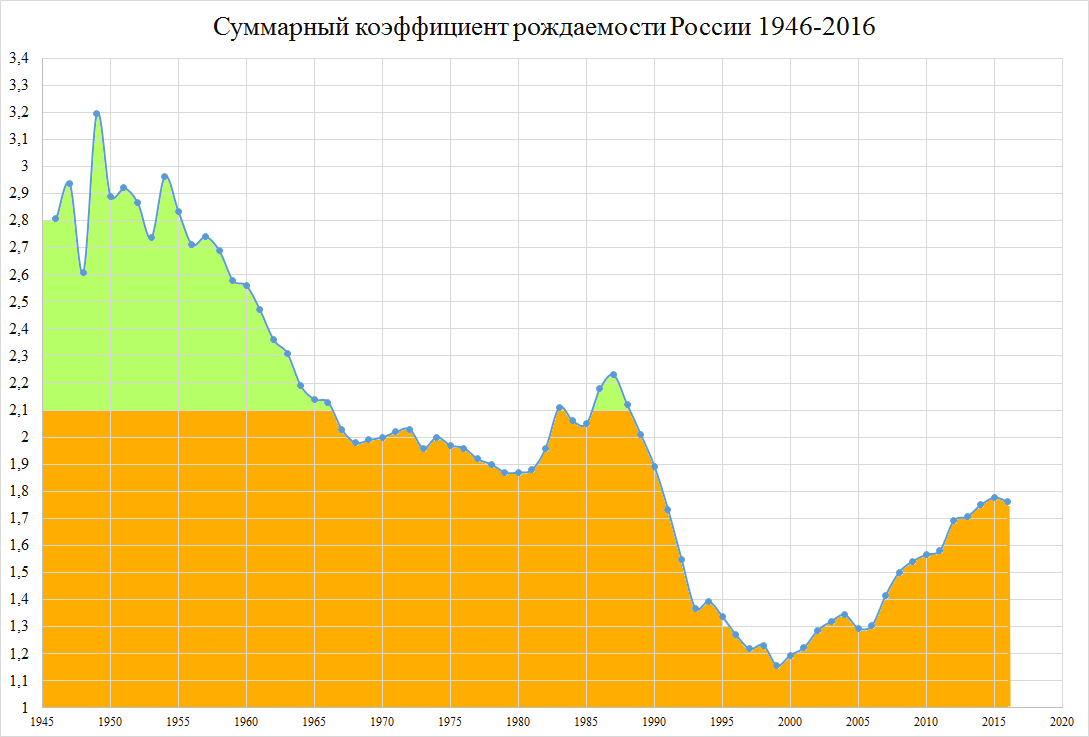
Суммарный коэффициент рождаемости в России в период с 1946 по 2016 года

Демографи́ческий кри́зис в Росси́йской Федера́ции — сокращение воспроизводства населения России и его предполагаемые последствия. Для сохранения численности населения на одном уровне нужен суммарный коэффициент рождаемости около 2,1 рождения на женщину в течение жизни, но рождаемость в стране не достигает этого уровня.
Причиной возникновения демографического кризиса в России, как в большинстве стран мира, является демографический переход, ведущий к демографическому старению населения Земли (кроме Африки южнее Сахары).
Рождаемость в СССР, в частности, среди европейских народов и республик, сначала упала ещё в 1967 ниже уровня воспроизводства населения (2,1 рождения на одну женщину), а с 1992 года в России — ниже уровня смертности.
Наиболее резкое падение коэффициента рождаемости (до 1,157) произошло после дефолта 1998 года. Многие аналитики связывают причины демографического кризиса со снижением доходов населения. В остальном аналогичные демографические тенденции обычны для индустриальных и постиндустриальных обществ, как в развитых, так и в развивающихся странах, где уже завершился демографический переход.
Россия. Коэффициент суммарной рождаемости, 1960—2023 года:
| Годы      | Всё население | Городское население | Сельское население |
| 1960-1961 | 2,540         | 2,040               | 3,320              |
| 1961-1962 | 2,417         | 1,935               | 3,195              |
| 1962-1963 | 2,311         | 1,847               | 3,098              |
| 1963-1964 | 2,227         | 1,782               | 3,026              |
| 1964-1965 | 2,139         | 1,732               | 2,928              |
| 1965-1966 | 2,125         | 1,728               | 2,974              |
| 1966-1967 | 2,072         | 1,707               | 2,898              |
| 1967-1968 | 1,998         | 1,677               | 2,746              |
| 1968-1969 | 1,975         | 1,696               | 2,627              |
| 1969-1970 | 1,972         | 1,733               | 2,535              |
| 1970-1971 | 2,007         | 1,773               | 2,588              |
| 1971-1972 | 2,053         | 1,825               | 2,656              |
| 1972-1973 | 2,023         | 1,800               | 2,660              |
| 1973-1974 | 2,000         | 1,770               | 2,704              |
| 1974-1975 | 1,993         | 1,757               | 2,764              |
| 1975-1976 | 1,969         | 1,734               | 2,779              |
| 1976-1977 | 1,967         | 1,737               | 2,773              |
| 1977-1978 | 1,938         | 1,717               | 2,734              |
| 1978-1979 | 1,902         | 1,714               | 2,497              |
| 1979-1980 | 1,888         | 1,698               | 2,504              |
| 1980-1981 | 1,895         | 1,700               | 2,562              |
| 1981-1982 | 1,951         | 1,739               | 2,758              |
| 1982-1983 | 2,047         | 1,820               | 2,910              |
| 1983-1984 | 2,083         | 1,850               | 2,988              |
| 1984-1985 | 2,057         | 1,826               | 2,936              |
| 1985-1986 | 2,111         | 1,874               | 3,003              |
| 1986-1987 | 2,194         | 1,947               | 3,162              |
| 1988      | 2,130         | 1,896               | 3,057              |
| 1989      | 2,007         | 1,826               | 2,630              |
| 1990      | 1,892         | 1,698               | 2,600              |
| 1991      | 1,732         | 1,531               | 2,447              |
| 1992      | 1,547         | 1,351               | 2,219              |
| 1993      | 1,360         | 1,195               | 1,913              |
| 1994      | 1,385         | 1,234               | 1,884              |
| 1995      | 1,337         | 1,193               | 1,813              |
| 1996      | 1,270         | 1,140               | 1,705              |
| 1997      | 1,212         | 1,094               | 1,603              |
| 1998      | 1,232         | 1,109               | 1,643              |
| 1999      | 1,157         | 1,045               | 1,534              |
| 2000      | 1,195         | 1,089               | 1,554              |
| 2001      | 1,223         | 1,124               | 1,564              |
| 2002      | 1,286         | 1,189               | 1,633              |
| 2003      | 1,319         | 1,223               | 1,666              |
| 2004      | 1,344         | 1,253               | 1,654              |
| 2005      | 1,294         | 1,207               | 1,576              |
| 2006      | 1,305         | 1,210               | 1,601              |
| 2007      | 1,416         | 1,294               | 1,798              |
| 2008      | 1,502         | 1,372               | 1,912              |
| 2009      | 1,542         | 1,415               | 1,941              |
| 2010      | 1,567         | 1,439               | 1,983              |
| 2011      | 1,582         | 1,442               | 2,056              |
| 2012      | 1,691         | 1,541               | 2,215              |
| 2013      | 1,707         | 1,551               | 2,264              |
| 2014      | 1,750         | 1,588               | 2,318              |
| 2015      | 1,777         | 1,678               | 2,111              |
| 2016      | 1,760         | 1,670               | 2,060              |
| 2017      | 1,621         | 1,527               | 1,923              |
| 2018      | 1,579         | 1,489               | 1,870              |
| 2019      | 1,504         | 1,427               | 1,754              |
| 2020      | 1,505         | 1,434               | 1,739              |
| 2021      | 1,5           | 1,44                | 1,73               |
| 2022      | 1,42          |                     |                    |
| 2023      | 1,41          |                     |                    |

## История
В конце XIX — начале XX века в России наблюдался самый высокий уровень рождаемости в Европе, что было характерно для традиционных аграрных обществ с преимущественно крестьянским населением. Население устойчиво росло примерно на 1,7 % в год, несмотря на периодически происходившие голод и эпидемии. Быстрый рост населения Российской империи в этот период, вызвавший мальтузианские процессы (нехватка земельных наделов для обнищавших крестьян, ведущих низкопроизводительное натуральное хозяйство), стал одним из факторов, приведших к Октябрьской революции 1917 года и Гражданской войне.
В XX веке Россия пережила несколько демографических кризисов, образование которых связывают со следующими событиями:

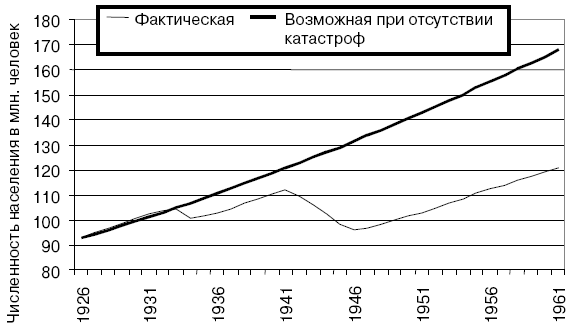
Рост населения России — фактический и при отсутствии демографических катастроф

- Первая мировая война (1914—1918), Гражданская война (1917—1922). В. М. Симчера подсчитал, что Первая мировая война убавила население страны на 8 млн человек, из них 4-5 млн приходится на долю России. Примерно таковы же потери от Гражданской войны (от 8 до 10 млн человек), с эмиграцией 14-16 млн, из них на долю России приходится 8-10 млн человек[22].
- Коллективизация в СССР, индустриализация, приведшие к форсированному развалу сельского уклада жизни и росту продуктивности сельского хозяйства, ускорение урбанизации в 1929—1934 годы (за 5 лет доля городского населения выросла с 17 % в 1928 до 34 % к 1934 году (когда были введены прописка и паспортная система, ограничившие приток крестьян в города), для сравнения в 1861—1917 годах (56 лет) доля городского населения выросла всего с 10 % до 17 %. Разрушение сельского уклада жизни в СССР предшествовало, а не следовало массовой урбанизации, однако оно было обусловлено необходимостью решения застарелого земельного вопроса[23]. Кризис коснулся и городов, где рождаемость снижалась ещё быстрее. В целом коллективизация, индустриализация и фактический запрет частного предпринимательства привели к тому[источник не указан 948 дней], что за очень короткий срок подавляющее большинство (около 90 % в 1920-е) семей перестали быть самозанятыми, что кардинально изменило уклад семейной жизни. После 1929 года резко растёт число женщин среди лиц наёмного труда, что способствует снижению рождаемости и стабильности семей. В деревне молодёжи практически не было места, так как социальный статус колхозников был исключительно низок, что толкало сельскую молодёжь на получение профессионального образования или военную карьеру. Всё это привело к тому, что сельское население (за пределами аграрных национальных окраин) после 1929 года стало устойчиво сокращаться (в основном за счёт миграции в города), при том что в деревне ещё долго сохранялся более высокий, по сравнению с городами, уровень естественного прироста.
- Великая Отечественная война. Резкое сокращение числа мужчин приводит к широкому распространению внебрачных половых отношений, не характерных для большинства населения до этого времени. Рождаемость в годы войны резко снижается и составляет только 20-30 % от уровня 1938 года (в Германии рождаемость в годы войны составляла 70 % от довоенной). Тем не менее, в послевоенное время происходит резкое снижение ненасильственной (особенно детской) смертности, в связи с массовым внедрением современной медицины и борьбы с инфекционными заболеваниями. После войны и рождаемость и смертность находятся на уровне существенно ниже довоенного, хотя уровень естественного прироста остаётся примерно прежним (около 1,5 %).
- Практически двукратное падение рождаемости произошло в 1988—1993 годах, в отличие от хрущёвского времени не сопровождавшееся ростом числа абортов. В периоды экономического спада 1990-х и начала 2000-х годов также наблюдалось повышение уровня смертности, что было связано с резким падением уровня жизни населения, сокращением рабочих мест и занятости, ростом преступности и ростом потребления алкоголя, наркотиков и их суррогатов на душу населения (особенно среди молодёжи и населения в трудоспособном возрасте). В. М. Симчера напоминает, что с середины 1992 г. численность населения России впервые в послевоенной истории начала сокращаться, естественная убыль населения страны за период с 1992 по 1999 гг. составила 5 млн 778,2 тыс. человек. По его оценкам, численность населения России «в условиях нормального развития страны» составляла бы в 2000-е гг. от 250 до 400—450 млн человек. Таким образом, если бы население России в XX в. увеличивалось по «мировым законам», а за столетие общая численность мирового населения увеличилась вчетверо, то в начале XXI в. в России проживали бы 270 млн человек. Разница между возможными 270 млн и фактическими 145,6 млн человек в конце 1999 г. составляет 124,4 млн человек, и эту величину учёный считает потерянным за 100 лет человеческим ресурсом России[22].

С 1925 по 2000 год суммарный коэффициент рождаемости в России снизился с 6,80 до 1,21 ребёнка на одну женщину, из них 71 % общего снижения приходятся на 1925—1955 годы. Несмотря на этот спад и потери в результате войны, население РСФСР за 1925—1955 годы выросло на 25 млн. Резкий спад коэффициента рождаемости произошёл в начале 1990-х; в это же время смертность в России стала устойчиво превышать рождаемость. На 2021 год в России насчитывалось чуть более 7,5 млн женщин в возрасте от 20 до 29 лет (около 5,1 % населения России). С 2010 года количество женщин в данном возрастном диапазоне сократилось на 37,5 %. С 1990 по 2019 годы суммарный коэффициент рождаемости (СКР) в России снизился с 1,892 до 1,504 рождения на женщину, а мировой СКР за указанный период времени снизился с 3,249 до 2,403 рождения на женщину.

### Советский период
Во время Первой мировой и гражданской войн рождаемость резко сократилась, но к середине 1920-х годов жизнь населения России, ещё по преимуществу крестьянского, нормализовалась, и восстановилась довоенная высокая рождаемость. Уже в 1917 году был введён 4-месячный декретный отпуск, матери могли отдавать детей с 2-3-месячного возраста в бесплатные ясли и, затем, в детские сады.

В 1930-х годах начался резкий спад рождаемости, при этом смертность оставалась на высоком уровне. По мнению А. Г. Вишневского, демографические потери только в период 1926—1940 годов составили 9 млн (включая 7 млн избыточных смертей). Впрочем, среди некоторых историков распространено мнение, что при сохранении высокой рождаемости и недостаточно быстрой индустриализации, в силу мальтузианских процессов, число умерших от голода или других лишений могло бы быть существенно выше. Поскольку переход к урбанизированному индустриальному обществу с умеренной рождаемостью в России (и союзных республиках) начался гораздо позже стран Запада, а протекал крайне быстро, он неизбежно стоил населению больших жертв. С подробным описанием неомальтузианских взглядов на историю России можно ознакомиться в работах профессора Сергея Нефёдова. В то же время, как отмечает историк В. В. Кондрашин в своей книге, посвящённой голоду 1932—1933 годов: 
В контексте голодных лет в истории России своеобразие голода 1932—1933 годов заключается в том, что это был первый в её истории „организованный голод“, когда субъективный политический фактор выступил решающим и доминировал над всеми другими. … В комплексе вызвавших его причин отсутствовал природный фактор.
Косвенно демографические показатели ухудшил рост разводов, легализованных в 1918 году и резко участившихся в послевоенное время, а также широкое распространение абортов, начиная с конца 1920-х годов. Запрет абортов в 1937 году не привёл к их существенному сокращению.
После первых трёх кризисов численность населения в стране удалось восстановить. После 1948 года в СССР, благодаря развитию государственной медицины, распространению антибиотиков, восстановлению и росту экономики и уровня жизни, произошло резкое падение детской смертности и имел место всплеск естественного прироста, поэтому к 1955 году население страны достигло довоенного уровня. Однако процесс снижения рождаемости (наиболее быстро идущий в РСФСР в 1930—1960-х годах) постепенно уменьшил и естественный прирост, сопровождаясь массовой урбанизацией, где уже к концу 1950-х годов рождаемость в городской местности упала ниже уровня простого воспроизводства.
В 1944 году были учреждены награды многодетным матерям. Звание «Мать-героиня», Медаль Материнства и орден «Материнская слава» были учреждены указом Президиума Верховного Совета СССР от 8 июля 1944 года. С холостяков и замужних бездетных женщин, напротив, взимался налог на бездетность.
Благодаря массовому жилищному строительству, начавшемуся во времена правления Н. С. Хрущёва, многие семьи рабочих и служащих получали бесплатные государственные квартиры (платили они только небольшие коммунальные платежи) и к 1989 году более 83 % граждан СССР жили в отдельных квартирах.

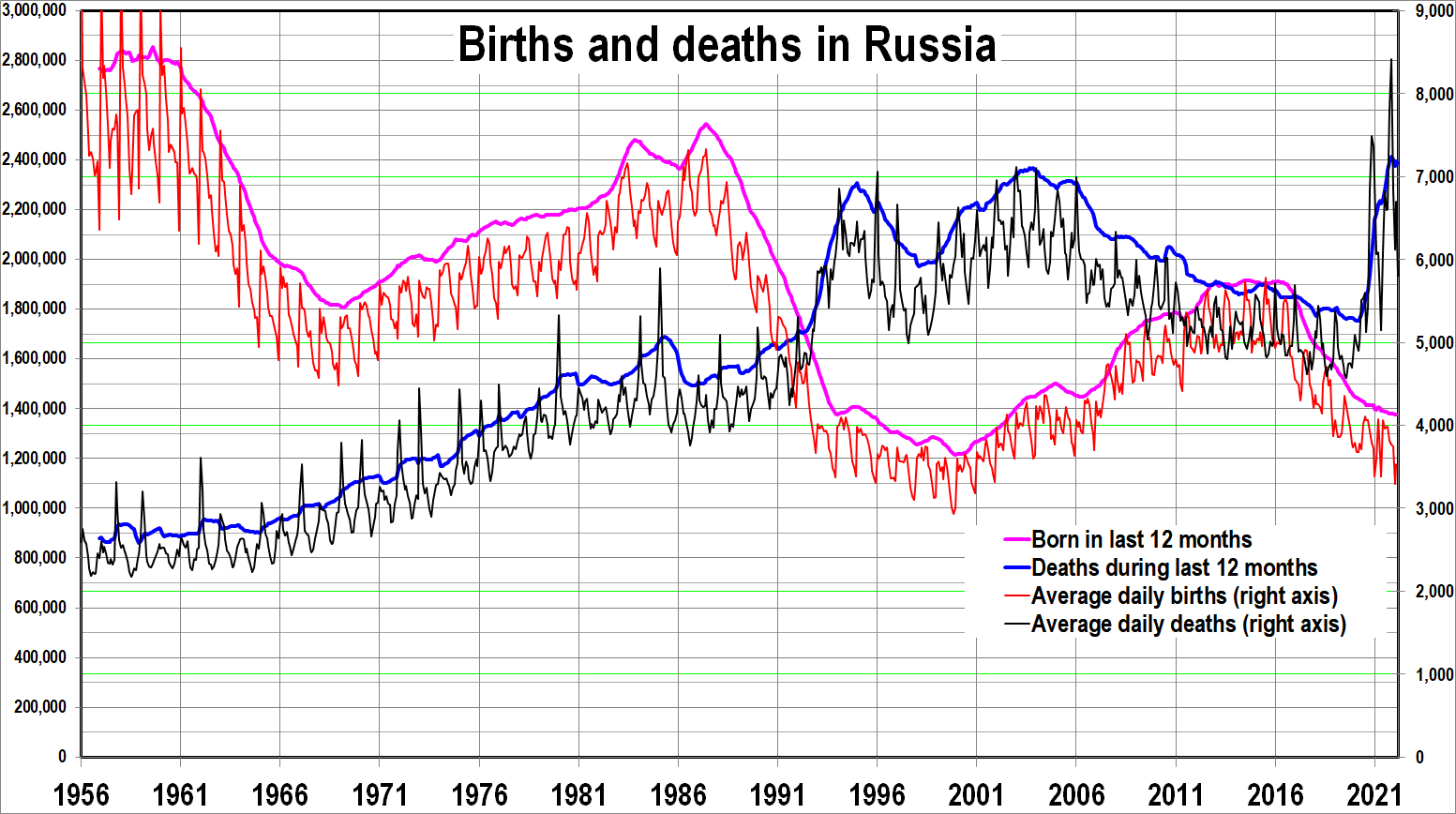
Рождаемость и смертность в России по месяцам с января 1956 года по февраль 2022 года: а) за 12 месяцев; б) среднесуточная

Коэффициент суммарной рождаемости в России в 1897—2002 годы

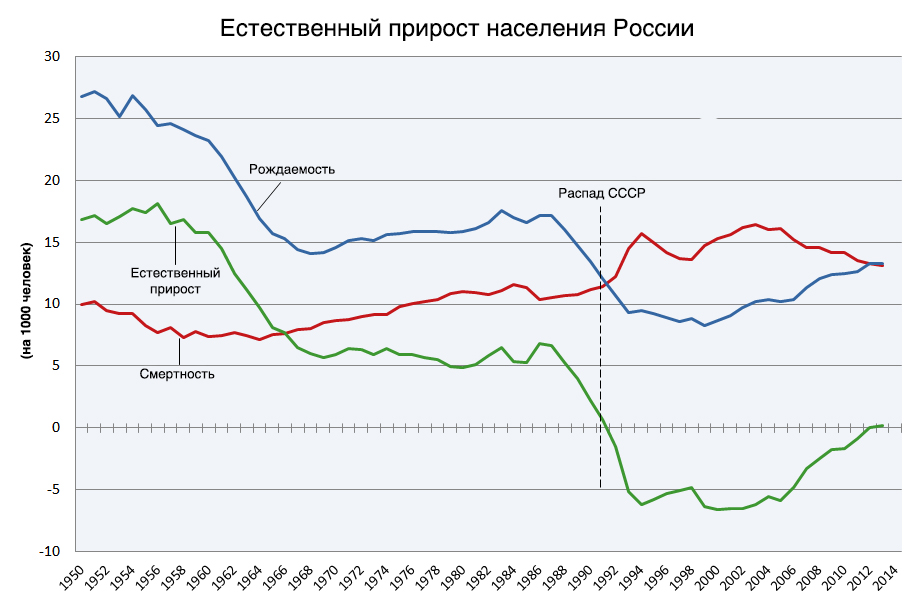
Данные о количестве рождений и смертей с 1950 года
Рождаемость
Смертность
Прирост

С 1948—1989 годах в СССР отмечался постоянный естественный прирост населения — примерно на 1 % в год. Однако наибольший рост населения был в республиках Средней Азии и Закавказья; в РСФСР же суммарный коэффициент рождаемости опустился ниже уровня простого воспроизводства поколений ещё в 1964 году, немного превысив этот уровень в середине 1980-х годов. В 1960-е годы уровень разводов в СССР резко увеличивается, что впрочем соответствует мировым тенденциям того времени.
С августа 1954 года в СССР прекращено преследование за аборты, а с ноября 1955 года — вновь разрешены свободные аборты, проводимые по желанию женщины исключительно в медицинских учреждениях, что привело к значительному росту количества абортов. Статистика абортов в СССР была засекречена и обнародована лишь в конце 1980-х годов. СССР занимал одно из первых мест в мире по количеству абортов на число рождённых детей из-за низкого уровня полового воспитания и слабого использования контрацептивных средств. Пик числа абортов пришёлся на 1965 год — 5,6 млн абортов, что было максимальным за всю историю России.
Небольшой рост рождаемости произошёл в 1985-87 годах, что было связано с краткосрочным эффектом от антиалкогольной кампании и общим социальным оптимизмом на начальном этапе правления М. С. Горбачева, однако с 1988 года рождаемость начала падать, а вскоре начался четвёртый демографический кризис, связанный с распадом страны, начавшимися экономическими реформами («шоковая терапия»), сокращением рабочих мест и падением уровня жизни. В 1992 году впервые после Великой Отечественной войны была зафиксирована естественная убыль населения.

### В Российской Федерации с 1990 года
В 1990-х годах смертность в 1,5 раза превышала рождаемость. Ежегодная смертность трудоспособного населения возросла почти с 49 до 58 человек на тысячу в 1992 г. по сравнению с 1990 г., а к 1994 г. достигла 84 человек в год на тысячу населения. Средняя продолжительность жизни мужчин в России в «лихие девяностые» снизилась почти на 6 лет. При резком росте смертности общая численность населения России показала абсолютную убыль, что было беспрецедентной ситуацией в мирное время, отмечает профессор Университета Джавахарлала Неру Утса Патнаик.
К концу 1990-х годов темпы естественной убыли населения превысили 900 тыс.. По данным переписи населения 2002 года, численность населения России с 1989 по 2002 год сократилась на 1,8 млн (~на 1,3 %). Особенно велика была смертность среди российских мужчин, средняя продолжительность жизни которых равнялась 61,4 года. Средняя продолжительность жизни женщин за тот же период составила 73,9 года.
Начиная с 2001 года естественная убыль населения почти постоянно сокращалась (с 958,5 тыс. в 2000 году до 248,9 тыс. в 2009 году). С 2004 года начался устойчивый рост миграционного притока в Россию, достигшего в 2009 году 247 тыс. мигрантов, получивших российское гражданство. Численность населения России до 2008 года сокращалась на несколько сотен тысяч человек ежегодно. В 2008 году естественная убыль населения России (362 тыс.) была на 97 % скомпенсирована миграционным приростом (351,7 тыс.), в результате чего снижение численности населения практически прекратилось.
В 2010 году тенденция сокращения смертности и увеличения рождаемости в России продолжилась.
По мнению ряда демографов, быстрое сокращение рождаемости в 1990-х годах было закономерным и обусловлено вторым демографическим переходом. Аналогичные 10-летние периоды резкого сокращения рождаемости наблюдались в почти всех развитых странах. В пользу такой точки зрения свидетельствует полное совпадение периода демографического перехода с периодами «шоковой терапии» во всех европейских странах бывшего соцлагеря. Ряд демографов, тем не менее, считают, что ухудшение демографической ситуации в России было обусловлено половозрастной структурой населения (в частности, окончание жизни людей, не достигших призывного возраста в 1941—1945 годах). Более низкий показатель смертности предшествующих лет был обусловлен тем, что значительное количество людей умерло гораздо раньше естественного срока во время войны. Если бы военных потерь не было, то демографический кризис пришёлся бы на период около 1972 года.
В целом за 2011 год население страны впервые возросло — на 191 тыс. (или на 0,13 %). Положительные тенденции продолжились и в 2012 году. Численность постоянного населения России на 1 июля 2012 года составила 143,1 млн и с начала года увеличилась на 85,6 тыс. Всего за 2012 год родилось 1 896 263 человек, умерло 1 898 836 человек. По сравнению с аналогичным периодом 2011 года количество умерших в РФ сократилось на 26 200 человек, а количество родившихся увеличилось на 102 435 человек (прирост 5,7 %). Естественная убыль населения составила 4251 человек.
Согласно некоторым расчётам, начавшийся в конце 2014 года в России экономический кризис может привести к новой волне демографического кризиса. В 2014—2015 годах в России начало увеличиваться число умерших, снизилось число рождений. С начала года число жителей России уменьшилось на 9,9 тыс., или на 0,01 % в результате сложившейся убыли населения. Миграционный прирост на 81,1 % компенсировал численные потери населения.
Ранее, на протяжении последних двенадцати лет смертность россиян систематически сокращалась. Существуют две причины падения численности населения РФ. Первая — серьёзные проблемы в системе здравоохранения и в социально-экономической сфере. Вторая — колебания по синусоиде, связанные с количеством граждан, родившихся в тот или иной период. Однако, один фактор не исключает другого: медицинское обслуживание стало менее доступным, его качество оставляет желать лучшего, а доходы основной части населения уменьшились. Президент Лиги защиты пациентов Александр Саверский отметил: «Счётная палата назвала 25%-й рост платных услуг за прошлый (2014) год. Это чудовищная цифра, И это только те, кто смогли заплатить! А ведь не все смогли заплатить — кто-то и умер, не дойдя до врача».
За первое полугодие 2015 года в России родилось 926,8 тыс., а умерло 988,1 тыс. В июне 2015 года впервые с начала года был естественный прирост в 4,5 тыс.. В январе—июне 2015 года естественная убыль удвоилась, а миграционный прирост сократился по сравнению с тем же периодом 2014 года. По состоянию на 2015 год число подростков сократилось за последние 15 лет на 40 %. На 2021 год в России насчитывалось чуть более 7,5 млн женщин в возрасте от 20 до 29 лет (около 5,1 % населения России). С 2010 года количество женщин в данном возрастном диапазоне сократилось на 37,5 %.
В 2015 году в России родилось 1,944 млн детей, в 2016-м — 1,893 млн, в 2017 году — 1,690 млн.
Согласно данным Росстата, в 2017 году возникла естественная убыль населения: родилось 1 689 884 человека, умерло 1 824 340 человек, естественная убыль населения составила 134 456 человек. В 2020 году родился 1 436 541	человек, умерло 2 138 586 человек, естественная убыль населения составила 702 072 человека. В первом полугодии 2022 года появилось на свет 635 200 детей, что на 42 900 или на 6,3 % меньше, чем в аналогичном периоде 2021 года. В июне был зафиксирован самый глубокий спад — на 9,6 % по отношению к июню прошлого года.
В настоящее время в России наблюдается две противоположные тенденции: с одной стороны увеличивается доля семей с откладыванием рождения первого ребёнка на более поздний срок, что приводит к малодетности, а то и вообще бездетности (например, доля окончательно бездетных женщин среди рождённых во второй половине 1980-х годов по оценкам составляет 15 %); а с другой стороны некоторые семьи стали рожать детей раньше, сокращать интервал между рождениями детей и среди них наблюдается большой процент семей с 3 и 4 детьми. При этом первый тип семей (типичный по состоянию на начало XXI века для стран Южной Европы и стран Восточной Азии) характерен больше для городов (где суммарный коэффициент рождаемости составляет 1,434 ребёнка на одну женщину), а второй тип семьи (типичный по состоянию на начало XXI века для стран Северной Европы, Франции и США) больше характерен для сельской местности (где суммарный коэффициент рождаемости составляет 1,739 ребёнка на одну женщину), причём в национальных республиках и этнических группах с традициями высокой рождаемости.
Россия находится в общемировом демографическом тренде глобального старения населения Земли (кроме Африки южнее Сахары) и вызванного им уже в ряде стран, как развитых так и развивающихся, демографического кризиса. Согласно данным демографического прогноза ООН 2019 года, общий коэффициент рождаемости в России с 2020 до 2100 год будет в диапазоне от 1,82 рождения на одну женщину до 1,84 рождения на одну женщину.
Вторжение на Украину
Вторжение России на Украину и объявление частичной мобилизации, по мнению экспертов, станут демографическим испытанием для страны. По мнению Института Гайдара, суммарный коэффициент рождаемости в 2023 году может снизиться до 1,3-1,39 ребёнка на женщину. В числе негативных факторов называются: ухудшение экономической ситуации, призыв части мужчин в армию, рост уровня тревожности.
На 1 января 2023 года Росстат зарегистрировал падение населения России за год на 556 тыс. человек: со 146 980 до 146 424.
По данным журнала The Economist от 4 марта 2023 года, в России происходит «демографическая трагедия». На протяжении 2020—2022 годов в результате эпидемии COVID, войны на Украине и эмиграции убыль населения превысила нормальный уровень примерно на 2 млн. Вероятная продолжительность жизни для мужчин 15-летнего возраста упала за этот период почти на пять лет и соответствует этому показателю для Гаити. В апреле 2022 года рождаемость соответствовала уровню периода немецкой оккупации. В результате мобилизации и эмиграции количество женщин превысило количество мужчин на 10 млн.
С января по ноябрь 2023 года, по информации Росстата, естественная убыль в РФ по сравнению с тем же периодом 2022 года сократилась на 19,3 % и составила 438,3 тысячи человек. Смертность сократилась на 8,7 %, а рождаемость — на 2,96 %.

## Причины
Относительно причин российского демографического кризиса в научной среде существует несколько групп мнений. Взгляды учёных разделяются по факторам, которые та или иная группа исследователей считает доминирующими, определяющими:
- Демоэкономические факторы, связанные с глобальным снижением рождаемости в индустриальных и постиндустриальных странах (ниже уровня воспроизводства населения, то есть 2,1 рождения на одну женщину), вследствие множества социально-экономических факторов независимо от качества жизни населения («теория демографического перехода»): урбанизация, всеобщее образование, изменение структуры занятости населения, повышение уровня жизни, рост средней ожидаемой продолжительности жизни, ведущий вместе с низкой рождаемостью (ниже 2,1 рождения на одну женщину) к демографическому старению населения и т. д. В результате демографического перехода рождаемость в России упала до уровня развитых стран, в то время как снижение смертности пока не достигло соответствующих показателей развитых стран. Данный демографический переход усугубляет то, что когда он произошёл в развитых странах во второй половине и конце XX века, вследствие низкой смертности ещё некоторое время рождаемость превышала смертность и прирост населения происходил, чего практически в России не было. Основная проблема России и других посткоммунистических стран Европы это, ещё только развивающиеся, относительно отсталые и бедные экономики стран, но уже престарелые нации, тормозящие рост экономик и так только ещё развивающихся стран.
- Социоэкономические факторы, связанные со сломом прежней социально-экономической модели общества (отказ от социализма — общества всеобщей социальной защищённости, коренными экономическими реформами, ухудшением среды обитания, снижением уровня жизни, возможностей содержать семью и детей; низкий уровень жизни значительной части населения, отсутствие уверенности в завтрашнем дне; фактическое отсутствие реальной государственной поддержки материнства и детства (за исключением «материнского капитала» и региональной версии в большей части регионов), символический уровень «детских» пособий; очень высокий уровень женской занятости (из-за невозможности обеспечить семью только из доходов мужа); плохая обеспеченность детскими учреждениями; высокая «стоимость» ребёнка (детские товары, услуги по воспитанию и обучению), в том числе:

высокое распространение образованности женщин, что является основной причиной снижения рождаемости во всех странах мира.
- Социомедицинские факторы, связанные с резким снижением качества жизни и здоровья населения, ростом наркомании и алкоголизма, повышением смертности — вследствие отказа государственной политики от поддержки общественного здравоохранения. Высокая смертность связана с незавершённостью процессов модернизации России, включая социокультурный и экономический аспект. В частности, забота о собственном здоровье до сих пор не является высокой ценностью в рамках менталитета существенной части населения, что предопределяет высокую алкоголизацию, смертность от несчастных случаев (включая ДТП), аномальную распространённость ряда болезней и др.[64][65]
- Социально-этические факторы, связанные с резкой деформацией социальной структуры общества, деградацией его институтов и как следствие — с массовой психологической депрессией, деградацией общественной морали и кризисом института семьи[66].
- Информационные факторы, связанные с изменениями содержательной части информационной среды, формами её реализации, процессами отрицательного воздействия информации на здоровье населения[67]. Среди причин снижения рождаемости в России выделяют изменение под влиянием СМИ репродуктивных установок, популяризацию среди российской молодёжи западных образцов семейного, репродуктивного и сексуального поведения[20][68].

### Мнения научной общественности и политиков

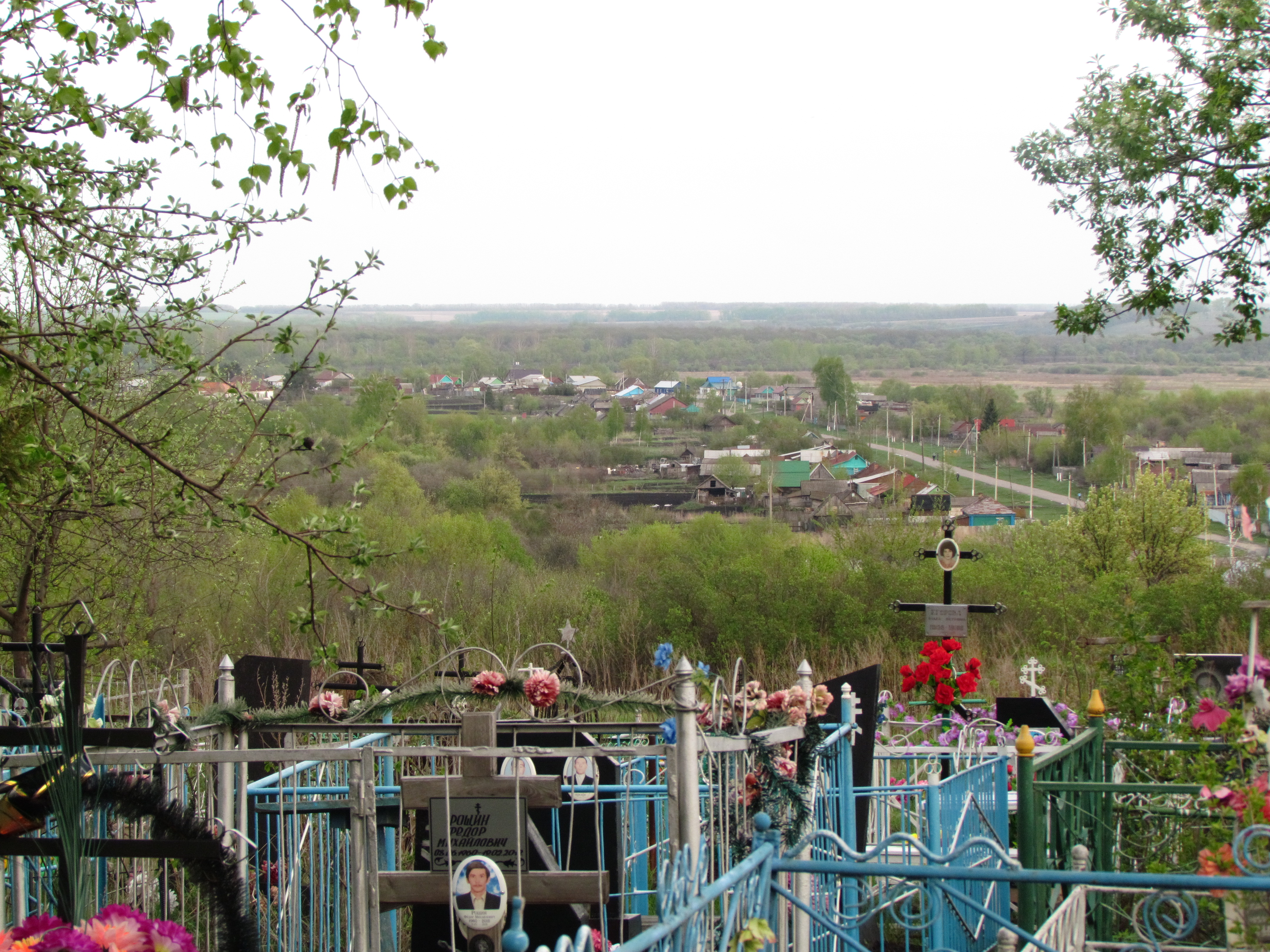
Кладбище, Пензенская область

Российский демограф, замдиректора института Демографии НИУ ВШЭ Сергей Захаров отмечает, что падение численности населения прогнозировалось демографами и даже наблюдалось (в частности, в РСФСР) задолго до распада СССР. По мнению Захарова, политизированные утверждения о связи депопуляции с развалом СССР, и, как следствие, оскудением социальных гарантий, ошибочны, поскольку такая ситуация наблюдается в большинстве развитых стран.
Экспертами Центра Сулакшина на основе статистических данных исследуется демографическое состояние России. Почти во всем мире наблюдается тенденция снижения рождаемости, и хотя суммарный коэффициент рождаемости (СКР) в России растёт, он остаётся ниже уровня 2,1, который обеспечивает воспроизводство населения. Самый низкий показатель СКР наблюдался в 1999 году (1,16), по данным Росстата в 2012 году этот коэффициент в России был равен 1,61.
В монографии д. с. н., профессора Левашова В. И. и д. ф. н., профессора Староверова В. И. в качестве основной причины российского демографического кризиса отмечается ошибочная экономическая политика, переход к «свободному» рынку при игнорировании демографической стороны реформирования, а также высказывается предположение о том, что нынешний демографический кризис имеет искусственное происхождение.

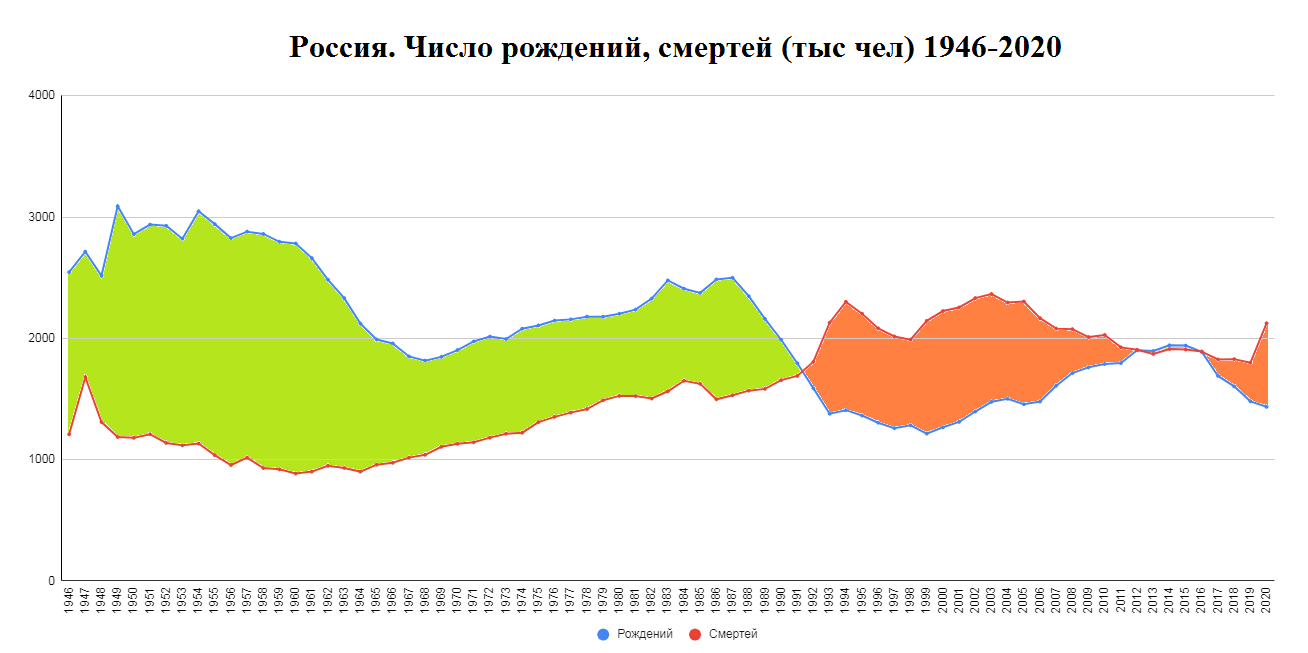
«Русский крест», пришедшийся на 1990-е годы в результате более позднего демографического перехода

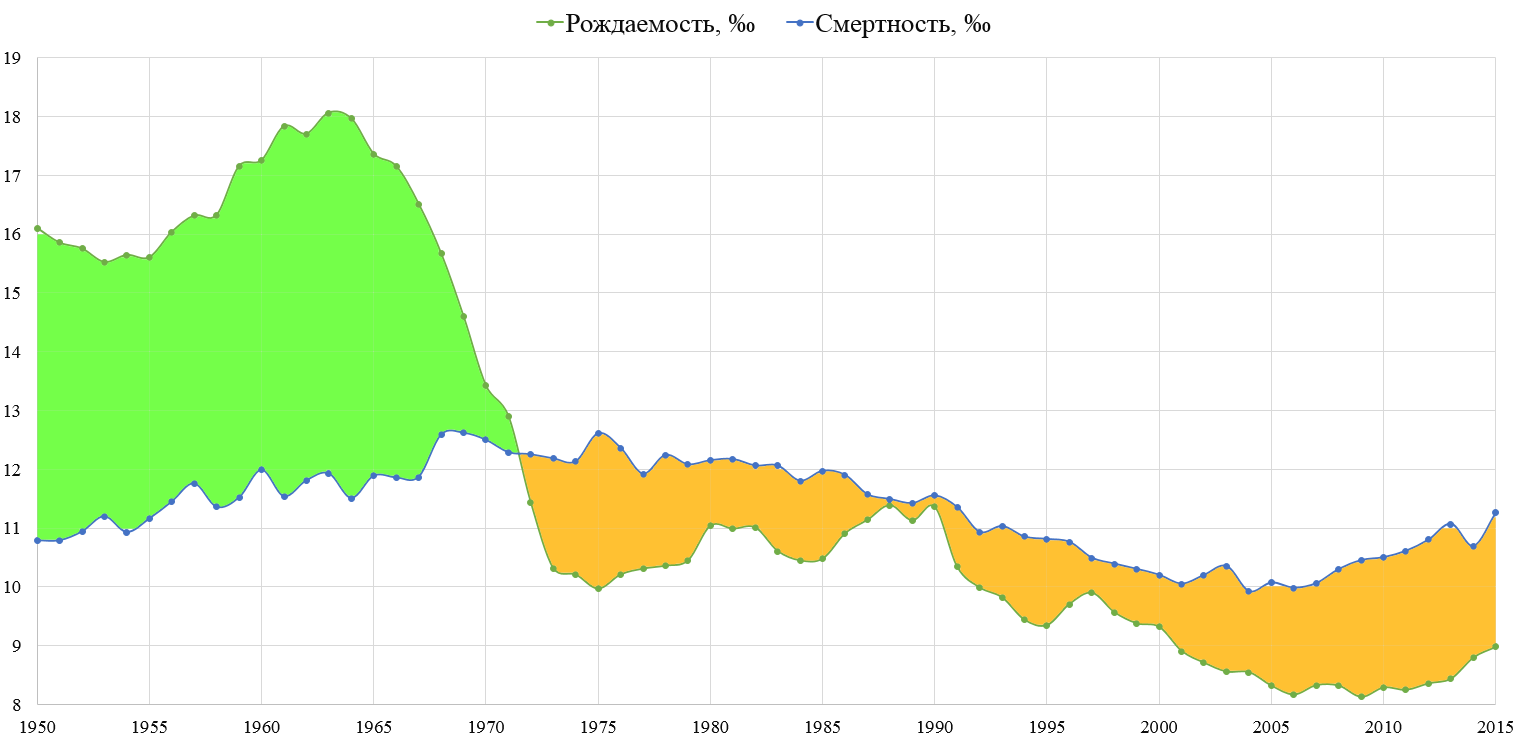
«Немецкий крест», пришедшийся на 1970-е годы в результате более раннего демографического перехода

Анатолий Антонов считает главной причиной снижения рождаемости рыночную экономику. Ещё одной из причин низкой рождаемости Анатолий Антонов считает низкую потребность в детях у населения: 2/3 семей в России имеют одного ребёнка, 1/3 семей — двух и более детей, 6 % семей — трое и более детей; а для выхода из демографического кризиса в российских семьях должно быть в среднем трое детей.
Утрату православной религиозности как главную причину падения рождаемости в России называет в своём интервью демограф Игорь Белобородов.
В некоторых российских научных публикациях и публицистике явление ежегодного превышения количества умерших над количеством родившихся, наблюдаемое в результате падения рождаемости и роста смертности, характерных для населения России в 1990-х годах, называлось «русский крест».
Демограф Анатолий Вишневский отмечает, что «русский крест» является следствием второго демографического перехода и приводит данные о «немецком кресте», пришедшемся на начало 1970-х годов. Кроме того, по мнению демографа, рост смертности в 1990-е годы вызван, в частности, статистическими причинами: на 1970—1980-е годы пришлось окончание жизни людей призывного возраста в 1941—1945 годы, многие из которых погибли во время войны и, соответственно не умерли в 1970—1980-е годы, в то время как в 1990-е годы умирало более многочисленное поколение предпризывного возраста.
Чрезмерно высокий уровень потребления алкоголя (токсичного вещества, обладающего также и наркотическим действием) оказывает сильное негативное влияние на все стороны жизни (трудоустройство, заработную плату, здоровье и другие); а положительный опыт североевропейских и других стран, рекомендуемый специалистами, в РФ не используется.

### Результаты опросов населения
Некоторые исследователи обращают внимание на то, что ни в одной стране мира не удалось экономическими мерами добиться стабильного роста или хотя бы поддержания рождаемости в течение длительного периода (более 20 лет). Данные социальных опросов показывают, что репродуктивное поведение мало зависит от материальных факторов и больше ориентировано на внутренние репродуктивные установки, культивируемые обществом. Сокращение рождаемости — это мировая тенденция глобального демографического перехода населения Земли.
По данным ВЦИОМ 2008 года основными проблемами материнства и детства в России опрошенные считали низкий уровень жизни, высокие цены (20 %) и маленькие детские пособия (19 %). 17 % жалуются на недостаточное число детских воспитательных учреждений, 13 % — на плохое медицинское обслуживание. 8 % считают значительной проблемой жильё, по 7 % — платную медицину, образование, дорогие детские сады, лечение, детское питание. Реже граждане РФ указывают безработицу и недостаток внимания со стороны государства (по 4 %), проблему беспризорности (3 %), алкоголизм (1 %) и бюрократия (0,4 %). 27 % затруднились ответить.

### Кризис института семьи
Демографическое развитие российской семьи в последние годы имеет следующие особенности:
- Растёт число нуклеарных семей[90]. Вместе со старшим поколением живёт каждая четвёртая семья[91].
- Растёт число семей с одним родителем, среди которых преобладает так называемая «материнская семья». Каждый третий ребёнок рождается вне брака[92].
- Большинство семей имеет только одного ребёнка. Средний размер семьи — три человека. Треть семей состоит из двух человек. Четверть семей — из четырёх[91].

### Планирование семьи
«Планирование семьи», распространённая практика практически во всех странах мира (кроме стран Африки южнее Сахары), когда детей рожают только при условии достаточного благосостояния в семье и возможности обеспечить ребёнку высокий уровень развития, воспитания, образования и место в обществе, также, по мнению отдельных авторов.

## Отдельные аспекты
| 7—8 детей 6—7 детей | 5—6 детей 4—5 детей | 3—4 ребёнка 2—3 ребёнка | 1—2 ребёнка 0—1 ребёнка |

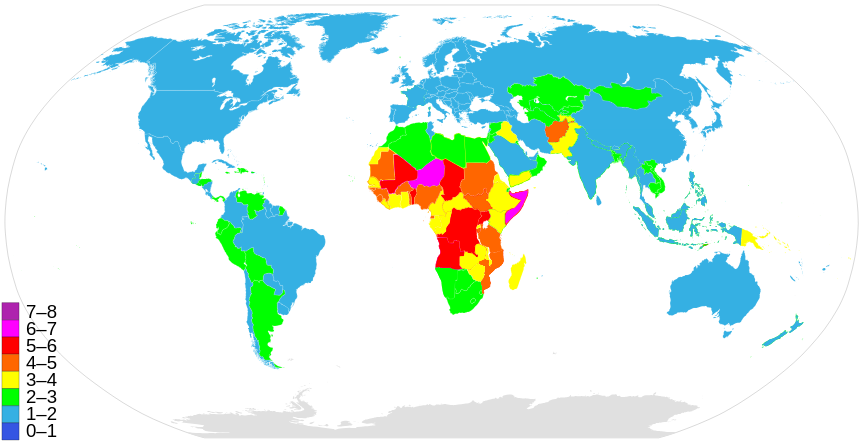
Карта мира по среднему количеству детей рождённых женщиной в течение жизни, с учётом средних показателей для женщин всех возрастов, данные 2018 года.
7—8 детей
6—7 детей
5—6 детей
4—5 детей
3—4 ребёнка
2—3 ребёнка
1—2 ребёнка
0—1 ребёнка

C 2000 года уровень рождаемости в России повышается и к 2013 году он стал сопоставим с уровнем рождаемости в развитых странах.
Рождаемость в России в последние годы характеризуется увеличением среднего возраста матери при рождении детей и соответственно сдвигом рождаемости на более старшие возрасты. По мнению А. И. Антонова, повышение рождаемости в первой декаде XXI века связано с реализацией старшим поколением своих репродуктивных установок благодаря оценке жизненных условий, как благоприятствующих рождению очередного ребёнка. Однако растёт и количество людей, которые вообще отказываются от заведения детей: например, в 2010 году в Москве среди 35—39-летних доля бездетных составляла 17,15 %, а по России в той же возрастной группе — 11,5 %.
- 1990—▼1988,8 тыс. чел
- 1991—▼1794,6 тыс. чел
- 1992—▼1587,6 тыс. чел
- 1993—▼1378,9 тыс. чел
- 1994—▲1408,1 тыс. чел
- 1995—▼1363,8 тыс. чел
- 1996—▼1304,6 тыс. чел
- 1997—▼1259,9 тыс. чел
- 1998—▲1283,2 тыс. чел
- 1999—▼1214,6 тыс. чел
- 2000—▲1266,8 тыс. чел
- 2001—▲1311,6 тыс. чел[97]
- 2002—▲1397,0 тыс. чел
- 2003—▲1477,3 тыс. чел
- 2004—▲1502,5 тыс. чел
- 2005—▼1457,4 тыс. чел
- 2006—▲1479,6 тыс. чел
- 2007—▲1610,1 тыс. чел
- 2008—▲1717,5 тыс. чел
- 2009—▲1764,0 тыс. чел
- 2010—▲1788,9 тыс. чел
- 2011—▲1796,6 тыс. чел
- 2012—▲1902,1 тыс. чел
- 2013—▼1895,8 тыс. чел[98]
- 2014—▲1942,6 тыс. чел
- 2015—▼1940,5 тыс. чел
- 2016—▼1888,7 тыс. чел
- 2017—▼1690,3 тыс. чел
- 2018—▼1604,3 тыс. чел
- 2019—▼1481,0 тыс. чел
- 2020—▼1435,7 тыс. чел

#### Региональные и этнические отличия в воспроизводстве населения

Динамика нетто-коэффициента воспроизводства населения в РСФСР и РФ с 1950 года

Темпы убыли или прироста населения идут неравномерно по территории страны и различаются в зависимости от конкретного региона и типа населённого пункта (город или деревня). Повышенная по сравнению со средним по стране уровнем рождаемость наблюдается в неевропеизированных регионах страны с относительно высокой долей сельского населения, а в старо-освоенном и урбанизированном европейском центре рождаемость ниже. Также уровень рождаемость имеет этнические различия: регионы с высокой долей русского населения имеют самую низкую рождаемость (СКР=1,129 — 1,200 ребёнка отмечается в Ленинградской, Калининградской, Тульской, Смоленской областях, Москве и Санкт-Петербурге).
Региональные различия рождаемости частично сглаживаются. Если в 1960-х годах суммарный коэффициент рождаемости составлял в Москве 1,4, а в Дагестане — 5, то к 2009 году этот показатель в Москве снизился до 1,3, а в Дагестане — до 1,9.
По данным за январь—октябрь 2016 года заметна яркая картина регионального дифференцирования рождаемости. Так, по Центральному федеральному округу на 1000 человек — 11,8 родившегося, по Ленинградской области — 9,3, по Тамбовской области — 9,7, по Тульской и Пензенской — 10,3, по Смоленской — 10,4, по Воронежской — 10,8, по Рязанской — 11,5, по Республике Алтай — 18,2, по Республике Тыва — 23,5, по Северо-Кавказскому федеральному округу — 15,8, по Ингушетии — 17,1, по Чечне — 21,3, по Дагестану — 17,2. По Москве показатель ниже среднего по РФ (13.0) — 11,8, а по Московской области выше среднего — 13,2.
Вследствие этого возникает и различие в демографических процессах. Так, ЦФО за январь—октябрь 2016 года родились 382 653, умерли 435 857, естественная убыль населения — 53 204 человека. По Северо-Кавказскому федеральному округу родились 128 622, умерли 62 383, естественный прирост — 66239 человек.

### Динамика продолжительности жизни и смертности
- 1990 год — 1655,9
- 1991 год — 1690,6
- 1992 год — 1807,4
- 1993 год — 2129,3
- 1994 год — 2301,3
- 1995 год — 2203,8
- 1996 год — 2082,2
- 1997 год — 2015,7
- 1998 год — 1988,7
- 1999 год — 2144,3
- 2000 год — 2225,3
- 2001 год — 2254,9
- 2002 год — 2332,3
- 2003 год — 2365,8
- 2004 год — 2295,4
- 2005 год — 2303,9
- 2006 год — 2166,7
- 2007 год — 2080,4
- 2008 год — 2075,9
- 2009 год — 2010,5
- 2010 год — 2028,5
- 2011 год — 1925,7
- 2012 год — 1906,3
- 2013 год — 1871,8[98]
- 2014 год — 1912,3
- 2015 год — 1908,5
- 2016 год — 1891,0
- 2017 год — 1826,1
- 2018 год — 1828,9
- 2019 год — 1798,3
- 2020 год — 2124,4

#### Коэффициент смертности
- 1950 год — 10,1
- 1960 год — 7,4
- 1970 год — 8,7
- 1980 год — 11,0
- 1990 год — 11,2
- 1995 год — 14,9
- 1996 год — 14,1
- 1997 год — 13,6
- 1998 год — 13,4
- 1999 год — 14,6
- 2000 год — 15,2
- 2001 год — 15,4
- 2002 год — 16,1
- 2003 год — 16,4
- 2004 год — 16,0
- 2005 год — 16,1
- 2006 год — 15,2
- 2007 год — 14,6
- 2008 год — 14,6
- 2009 год — 14,2
- 2010 год — 14,2
- 2011 год — 13,5[46]
- 2012 год — 13,3[106]
- 2013 год — 13,0[106]
- 2014 год — 13,1
- 2015 год — 13,0
- 2016 год — 12,9
- 2017 год — 12,4
- 2018 год — 12,5
- 2019 год — 12,3
- 2020 год — 14,5

| 84 ⩾ 82,00–83,99 80,00–81,99 78,00–79,99 76,00–77,99 74,00–75,99 | 72,00–73,99 70,00–71,99 68,00–69,99 66,00–67,99 64,00–65,99 62,00–63,99 | 60,00–61,99 58,00–59,99 56,00–57,99 54,00–55,99 |

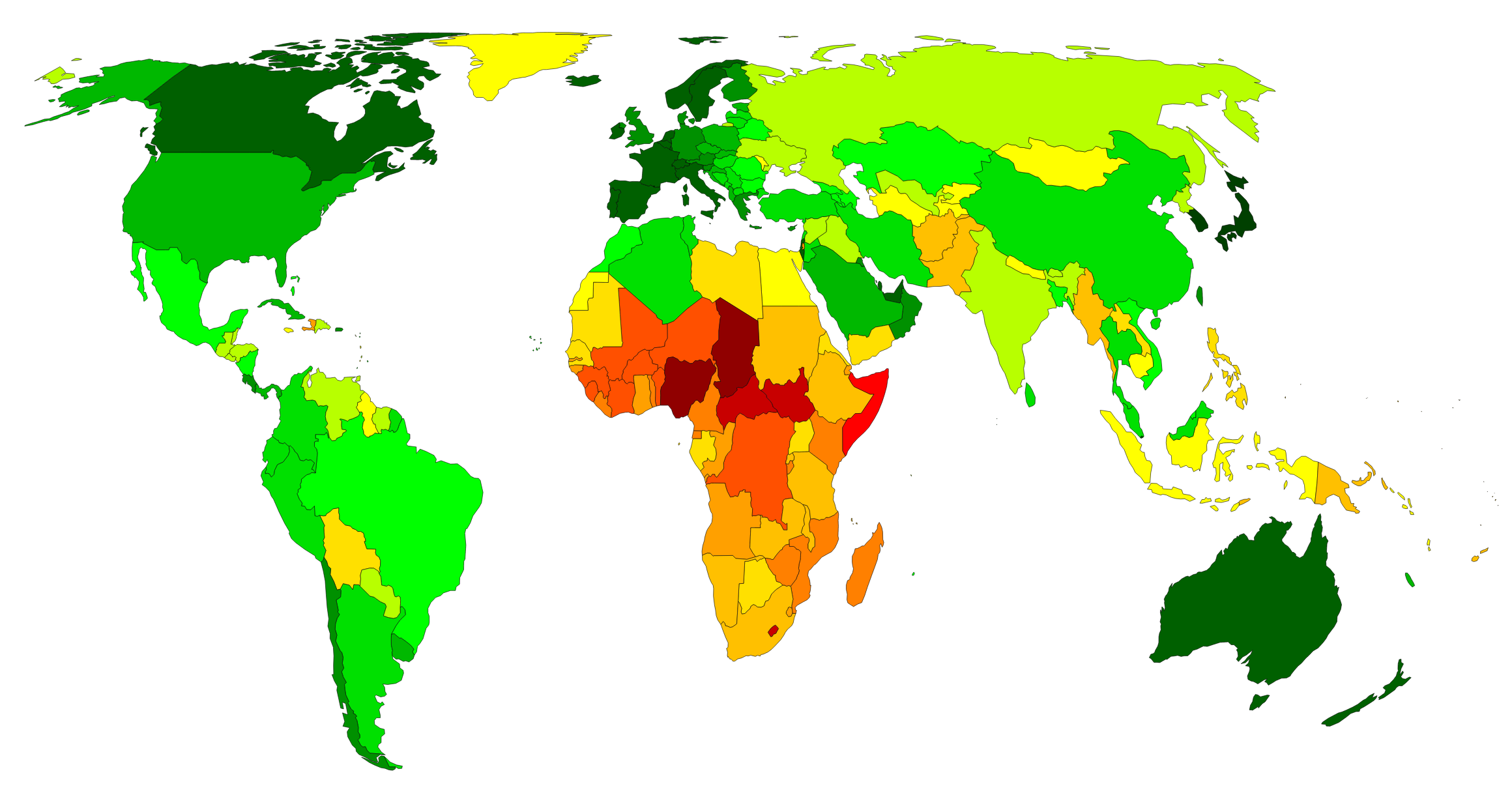
Страны по ожидаемой продолжительности жизни в 2023 году (по данным ООН)

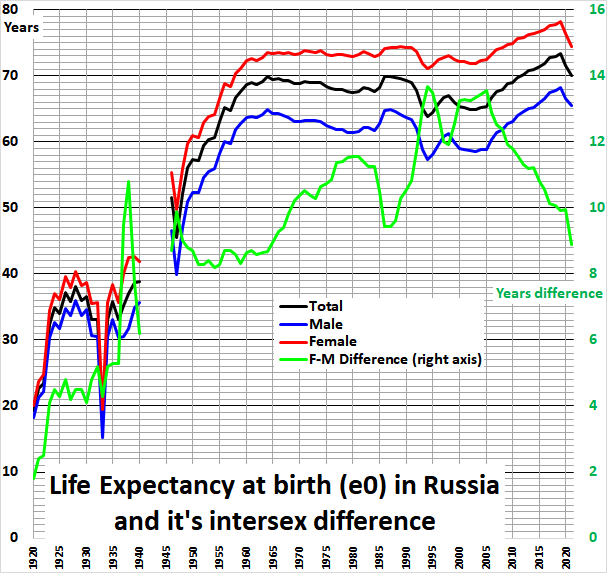
График изменения ожидаемой продолжительности жизни в России, 1920—2021 гг.

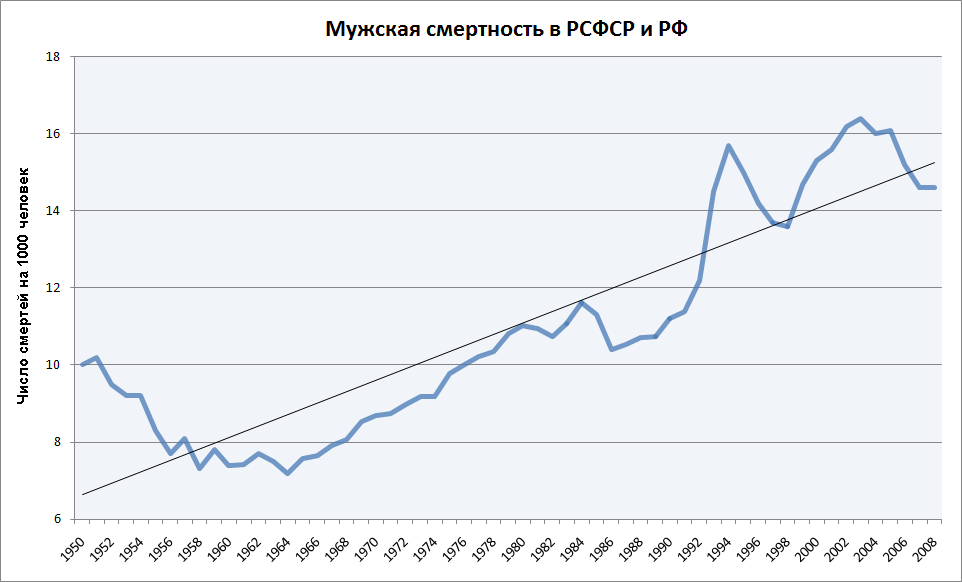
Динамика общего коэффициента смертности мужчин в РСФСР и РФ с 1950 года

По состоянию на октябрь 2016 года, по данным ЦРУ, Россия занимает десятое место среди стран мира по показателям смертности на 1000 человек населения (13,6).
Смертность среди российских мужчин и женщин в трудоспособном возрасте выше среднеевропейского показателя[уточнить]. Однако детская смертность в России лишь немного выше, чем в среднем по Европе (формулу подсчёта коэффициента младенческой смертности можно посмотреть в статье демографические показатели) и составляет 6,6 умершего до года на 100 тыс. родившихся живыми (начало 2016 года, данные Министерства здравоохранения (стр. 7)).

#### Основные угрозы жизни

Число погибших от убийств в России в 1990—2009 годах, на 100 тыс. человек населения (не учитывает пропавших без вести и не найденных)

- Спиртные напитки. За первую половину 1990-х годов продажа спиртных напитков на душу населения возросла более чем вдвое. 
Смертность от отравлений спиртным к 1994 году по сравнению с 1990 годом возросла в 3,5 раза[112]. В 1993—2006 годах ежегодно в России от алкогольных отравлений умирало около 40 тыс. чел[112][113][114]. Однако с 2004 года в России началось устойчивое снижение смертности от отравления алкоголем[112]. В 2009 году от этой причины умерли 21,3 тыс. человек, что является самым низким показателем после 1992 года[112].
Главный вклад алкогольная смертность вносит не через алкогольные отравления, а через сердечно-сосудистые заболевания и через смертность от внешних причин. В результате этой причины преждевременно умирают сотни тысяч россиян[115].
По состоянию на 2006 год потребление чистого алкоголя на душу населения в России по разным оценкам составляло от 14 до 16 литров, причём «красной чертой» по оценкам ВОЗ является 8 литров[116].
- Табакокурение. В России табакокурение является третьим по значимости фактором риска развития неинфекционных заболеваний[117].
В 45 % смерть от заболеваний органов дыхания вызвана курением табака[118].
Негативное воздействие табакокурение оказывает не только на самих курящих, но и на тех, кто по неволе становится пассивными курильщиками. Так, пассивное курение увеличивает риск развития ишемической болезни сердца на 25—30 %, риск развития острой коронарной болезни сердца — на 25—35 %, риск развития рака лёгких — на 20—30 %[119].
До введения запрета на курение в общественных местах пассивному курению были подвержены более 50 % взрослого населения[117], а также 89 % среди детей (данные по детям на 2004 год)[118].
В 2011 году число курильщиков среди взрослых оценивалось ВОЗ в 48,7 млн[118].
С момента введения в России антитабачного закона число курильщиков сократилось на 16 %[120].
По данным ВЦИОМ[121], сегодня курит 35 % россиян (20 % из них выкуривают в день одну пачку или более).
По оценкам экспертов, ежегодная смертность от болезней, связанных с курением, всё ещё составляет до 400 тысяч человек в год[122].
- Уровень насилия в обществе. В 2006 году некоторые демографы заявляли, что чрезвычайно высокий уровень насилия (включая бытовое насилие) представляет собой одну из основных угроз для развития человеческого потенциала в России[123]. С 2002 года в России наблюдается устойчивое снижение количества убийств и самоубийств[112]. По словам бывшего советника главы Конституционного суда РФ, генерал-майора милиции в отставке Владимира Овчинского, статистика по убийствам в России занижена в три раза[124]. К 2009 году число самоубийств снизилось до 37,6 тыс. (самый низкий показатель в новейшей истории России), а число убийств — до 21,4 тыс. (самый низкий показатель после 1990 года)[112].
- ДТП. В 2009 году в России в результате несчастных случаев на транспорте погибли 30,1 тыс. человек.[112]. Последние годы наблюдается устойчивое снижение смертности в результате ДТП, но за 2012 год — рост на 11,3 процента.
- Плохая экологическая обстановка. Выбросы промышленных отходов и автомобильных выхлопов повышают риск онкологических и респираторных заболеваний.
- Рост заболеваемости и смертности от ВИЧ. В 2016 году в России умерло от ВИЧ 18,5 тыс. человек, всего за 2016 год умерло более 30 тыс. ВИЧ-инфицированных[125], за весь период наблюдений (1987—2016 г.г.) — 243 тыс. человек[126].

В 1990-х годах в России наблюдалось резкое учащение случаев заболевания «социальными» инфекционными болезнями, в частности сифилисом и туберкулёзом. В последние годы наблюдается устойчивое снижение заболеваемости сифилисом и стабилизация заболеваемости туберкулёзом. Особенно распространён туберкулёз в российских тюрьмах.
Средняя продолжительность жизни в России продолжает увеличиваться и на начало 2016 года составляет 71,4 года (для мужчин — 65,9 года, для женщин — 76,7 года).
В России, как во всех странах мира, по мере роста уровня жизни и повышения доступности контрацепции, статистика абортов стала из года в год неуклонно снижаться. За период с 1990 по 2020 годы число абортов сократилось с 4 103 400 до 450 000 в год, то есть в 9,119 раза. Для сохранения численности населения на одном уровне (без учёта иммиграции) нужен суммарный коэффициент рождаемости (СКР) 2,1 рождения на женщину в течение жизни. Однако, так как аборты в долгосрочной перспективе никак не влияют на постепенное снижение в мире суммарного коэффициента рождаемости (СКР), а причиной возникновения демографического кризиса в России, как в большинстве стран мира, является глобальный демографический переход, ведущий к снижению мирового СКР и демографическому старению населения Земли (кроме Африки южнее Сахары), то с 1990 по 2019 годы СКР снизился в России с 1,892 до 1,504 рождения на женщину, а мировой СКР за указанный период времени снизился с 3,249 до 2,403 рождения на женщину. В 2010 году Россия занимала первое место по числу абортов на число родившихся, в списке 40 промышленно развитых стран мира (до 1995 года второе после Румынии). Максимум отношения числа абортов к числу рождённых наблюдался в конце 1960-х (254), второй, меньший пик — в 1993 (235,25).

## Возможные последствия
Демограф Владимир Борисов выделяет следующие возможные последствия малодетности: исчезновение России или её присоединение к другой стране из-за уменьшения численности населения, постарение совокупной рабочей силы в стране и как следствие повышение пенсионного возраста, нехватка трудовых ресурсов и призывного контингента. В июне 2018 года правительство Российской Федерации действительно внесло в Госдуму пакет законопроектов об изменениях в пенсионной системе. Они предусматривают постепенное повышение возраста выхода на пенсию до 65 лет для мужчин (к 2028 году) и до 63 лет для женщин (к 2034 году).

### В сфере экономики
Демографический кризис даёт положительный экономический эффект на втором этапе изменения возрастной структуры населения (когда доля среднего трудоспособного поколения максимальна при сравнительно небольшой доле младшего и старшего поколения) и отрицательный экономический эффект на третьем этапе изменения возрастной структуры населения (когда доля старшего поколения максимальна при сравнительно небольшой доле младшего и среднего поколения).
Снижение рождаемости приводит в будущем к уменьшению численности трудоспособного населения в частности и всего населения в целом, при этом численность трудоспособного населения уменьшается быстрее общей численности населения. Например, в России при суммарном коэффициенте рождаемости в 1,5 ребёнка на одну женщину и при отсутствии миграции численность трудоспособного населения в возрасте 20-60 лет за ближайшие 40 лет сократится с 90 до 60 миллионов человек (то есть на треть), а общая численность населения уменьшится на 20 %.
К 2025 году по некоторым прогнозам в России будет дефицит трудовых ресурсов. Трудоспособное население России к 2020 году сократится на 7—8 млн, к 2050 году — более чем на 26 млн. К 2030 году трудоспособное население в России по оценкам сократится на 12 %. Юрий Крупнов пишет о сокращении трудоспособного населения на 10 млн к 2025 году вследствие демографического кризиса.
Быстрое повышение рождаемости за короткий промежуток времени трудновыполнимо по экономическим причинам: резко увеличиваются социальные расходы на подрастающее поколение, которое только в будущем будет приносить отдачу.
В мае 2014 года безработица в России достигла исторического минимума, в частности, из-за сокращения экономически активного населения до 75,3 млн вследствие демографического кризиса.
В пенсионной сфере

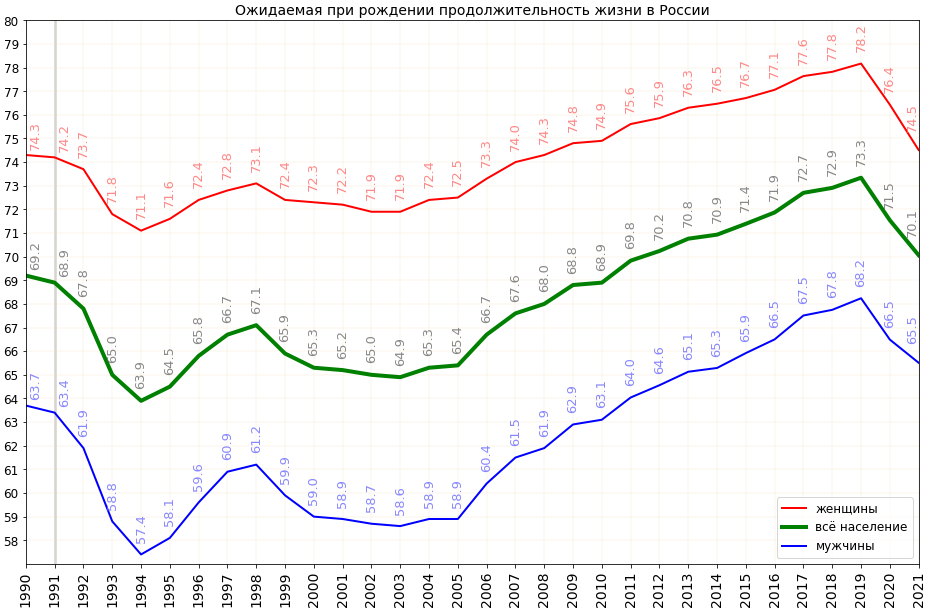
Ожидаемая продолжительность жизни мужчин и женщин, 1990—2020 годы

Анатолий Вишневский отмечает, что в связи с демографическими трансформациями рождаемость людей резко понизилась, а продолжительность жизни возросла, поэтому могут возникнуть функциональные проблемы государственного пенсионного обеспечения при постаревшей структуре населения, поскольку на каждого работающего приходится всё больше пенсионеров.
Здесь следует учесть, что из-за низких зарплат в России и сокращения официальных рабочих мест с 2014 года более 20 % экономически активного населения работает в теневой занятости, то есть с их заработка не идут отчисления в Пенсионный фонд, ещё большее количество работающих получает «серую зарплату», с которой работодатель платит лишь минимальные налоги. Теневая занятость для многих является альтернативой безработице. С учётом экономически неактивного населения (находящегося в трудоспособном возрасте, но не работающего и не ищущего работу) в 2014 году около 40 % трудоспособного населения России не имели официального трудоустройства.

### В сфере образования
Численность главных потребителей образовательных услуг (детей и молодёжи) испытывает волнообразные колебания из-за демографических подъёмов и спадов. Численность выпускников школ постоянно снижается, поэтому вузы стали бороться за каждого абитуриента. По мнению министра образования А. Фурсенко, демографический кризис поможет избавиться от вузов, дающих некачественное образование.
С 2000 по 2017 год численность школьников в России сократилась на 21,7 %, а в 2018—2019 годах общая численность студентов в вузах составляла около 4,3 млн человек, что на 40 % меньше по сравнению с 2009 годом (7,4 млн студентов).

### В сфере обороны

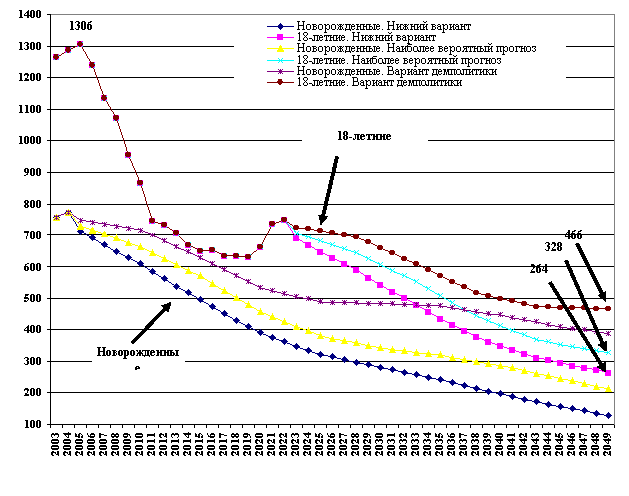
Динамика абсолютных чисел родившихся мальчиков и численности 18-летних мужчин. Россия. 2003—2049 гг. (тыс. чел.)

Одним из стратегических рисков России является кризис призывной системы вследствие низкой рождаемости.
Одним из последствий демографического кризиса является сокращение мобилизационных ресурсов вооружённых сил. В связи с демографическим кризисом в обозримом будущем прогнозируют уменьшение ежегодного призывного контингента до уровня менее 300 тыс.. Демографический кризис влияет на характер военной реформы, вынуждая вооружённые силы сокращать свою численность, отменять отсрочки от военной службы, а в перспективе переходить на контрактный принцип комплектования. По наиболее вероятному сценарию численность 18-летних (текущий призывной резерв) к 2050 году сократится в 4 раза и составит 328 тыс..
Низкая плотность населения на российском Дальнем Востоке увеличивает опасность развязывания Китаем военного конфликта малой интенсивности. Обороноспособность России на Дальнем Востоке страны ослаблена уменьшением местного людского мобилизационного потенциала. Дальний Восток России занимает 36,1 % территории страны, но в нём проживает всего 4,4 % населения страны или чуть менее 6,3 млн. По прогнозам на 2050 год, общая численность населения российского Дальнего Востока может уменьшиться на 21,1 %, а трудоспособного — на 42,5 %. Для сравнения, на 2010 год численность населения Северо-Восточного Китая (провинции Ляонин, Цзилинь, Хэйлунцзян) составляла 120 млн, Монголии — 3,5 млн, КНДР — 28,5 млн, Республики Кореи — 49,7 млн, Японии — 130,4 млн.
В период с 2010 по 2025 годы количество потенциальных призывников для российской армии в возрасте от 20 до 29 лет сократится на 44 %. К 2020 году количество мужчин призывного возраста может сократиться более чем на треть, а к 2050 году — более чем на 40 %.
В марте 2020 года министр обороны Шойгу доложил, что количество призывников уменьшилось до 225 тысяч, то есть почти на 100 тысяч, а численность контрактников составило 405,1 тысячи человек, то есть их число увеличилось более чем в два раза. По прогнозам ведомства, к 2027 году военнослужащих по контракту должно стать ещё больше — 499,2 тысячи человек. Уже сейчас ими «полностью укомплектованы сержантские старшинские должности, боевые подразделения спецназа, морской пехоты, батальонно-тактические группы, а также должности, связанные с эксплуатацией сложной техники».
18 декабря 2020 года заместитель министра обороны России Николай Панков сообщил: «Наша конечная цель — укомплектование профессиональными кадрами 500 тысяч воинских должностей солдат, сержантов и прапорщиков в 2021 году».

### В социальной сфере
Д. ф. н., профессор Антонов А. И. отмечает, что в мире наметились тенденции к усилению бессемейной организации жизни, к удобному и необременительному одиночно-холостяцкому существованию, к стокгольмской модели. И, как следствие этого, уменьшается число детей в семьях, что, в свою очередь, ведёт к резкому изменению всего строя жизни, систем ценностей, ослаблению отцовства и материнства, сплочённости родителей и детей, исчезновению ролей брата и сестры, дезорганизации систем родства.
Демографическое старение населения
Россия конца XIX века представляла собой страну с молодым населением: число детей существенно превышало численность лиц пожилого возраста. До 1938 года население СССР оставалось «демографически молодым», однако позже, начиная с 1959 года, началось его демографическое старение: доля лиц молодого возраста стала сокращаться, а лиц пожилого возраста — увеличиваться, что стало результатом снижения рождаемости. В 1990 году Россия занимала 25-е место в списке стран с высокими показателями старения населения. По состоянию на 2020 год, по данным всемирной книги фактов ЦРУ, средний возраст в России составляет 40,3 года. По этому показателю Россия занимание 52 место в мире и идёт сразу после Каймановых Островов и Великобритании. По состоянию на 2020 год доля людей в возрасте 65 лет и старше в населении России составляет 15,5 %. По этому показателю Россия занимание 44 место в мире и идёт сразу после Беларуси. В России, в отличие от развитых стран, старение сдерживается высокой смертностью среди людей пенсионного возраста. Из-за этого в России непропорционально высока доля людей в предпенсионном возрасте (55-64 лет). По состоянию на 2020 год, по данным всемирной книги фактов ЦРУ, доля людей в возрасте 65 лет и старше в населении России составляет 15,53 %, а доля людей в возрасте 55-64 лет составляет 14,31 %, они практически равны, что не свойственно развитым странам, где доля людей в возрасте 65 лет и старше, чаще всего выше доли людей в возрасте 55-64 лет. Также, из-за более раннего выхода женщин на пенсию, низкой ожидаемой продолжительности жизни мужчин (в России — 67,6 лет на 2019 год), а также присущей всем странам мира, более высокой ожидаемой продолжительности жизни женщин (в России — 78,2 года на 2019 год), в России непропорционально высока доля женщин по отношению к мужчинам в предпенсионном, пенсионном, и пожилом возрастах. По оценкам Росстата на начало 2018 года, на 1000 женщин старше трудоспособного возраста в России приходилось 423 мужчины старше трудоспособного возраста. Из-за того, что пенсионный возраст мужчин в России на 5 лет выше, чем у женщин, а смертность мужчин заметно выше, в пожилом населении преобладают женщины — доля мужчин среди населения старше трудоспособного возраста составляет на начало 2018 года — 29,7 %. В России доля людей в возрасте 65 лет и старше в населении страны лишь на 7,8 % меньше, чем в Италии (23,3 %), второй по старости нации в мире, и лишь на 12,9 % меньше, чем в Японии (28,4 %), самой престарелой нации в мире. Это может быть связанной с тем, что Италия, как страна Юга Европы, экономически не так привлекательная для потенциальных иммигрантов, как соседние более богатые страны Европы, также Италия страдает от перманентного экономического застоя. Япония находится почти три десятилетия в экономическом застое и постоянной дефляции, немаловажным фактором, приведшем экономику Японии к данной ситуации, является демография. Уменьшение населения, вызванное демографическим кризисом и старением Японии. Японская нация является самой престарелой и одной из самых быстро стареющих в мире. Причиной может быть относительно непродолжительный по времени послевоенный беби-бум в Японии и строгая иммиграционная политика.

## Угрозы

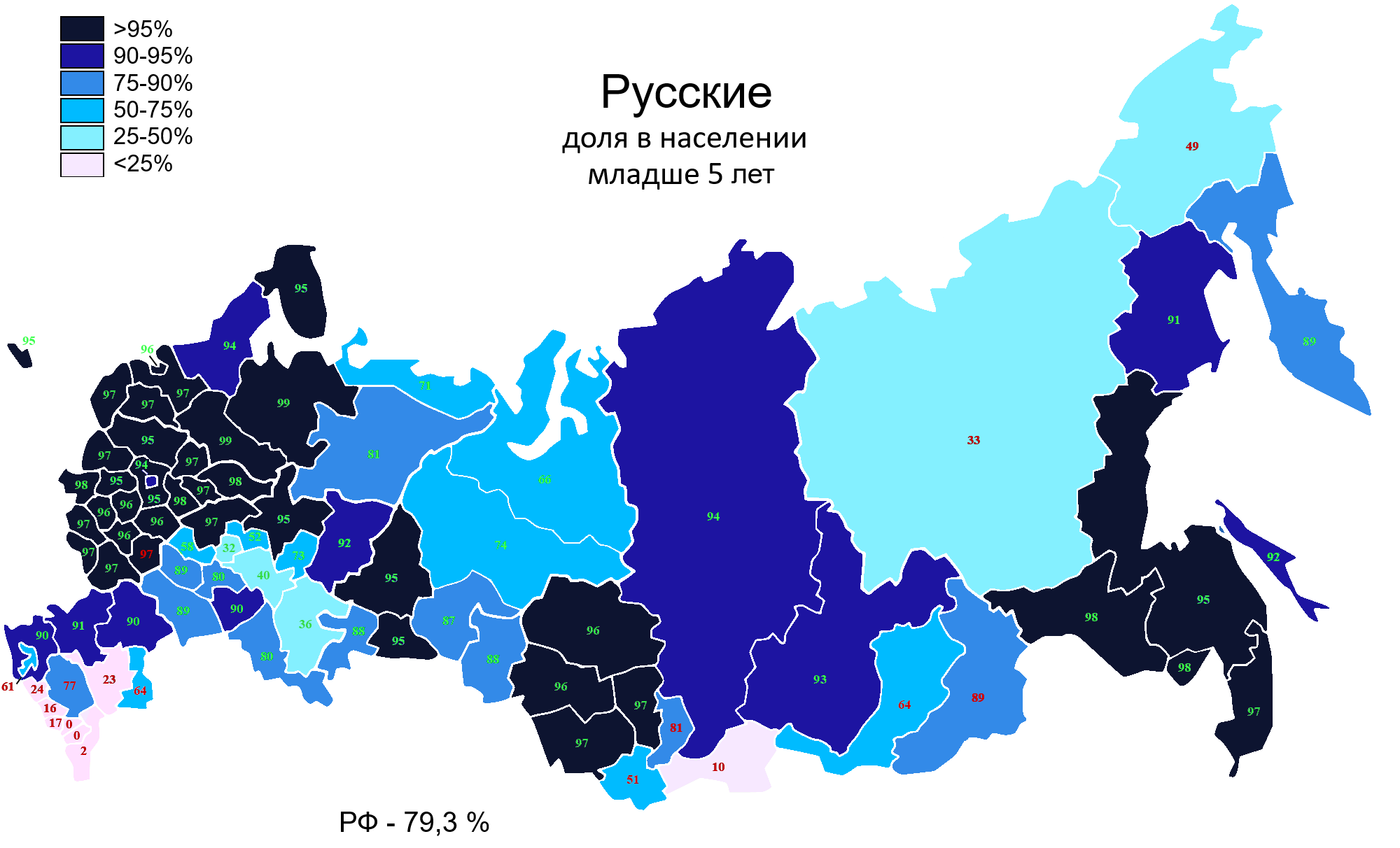
Процент русских младше 5 лет от всех детей до 5 лет. Красные числа — процент ниже, чем процент русских в целом, зелёные числа — выше

Ряд исследователей считает, что депопуляция затрагивает русский народ в большей степени, чем другие: по мнению Леонида Рыбаковского, реальная (а не переписная) численность русских за период с 1989 до 2002 года сократилась на 7 %, тогда как всё население страны на 1,3 %; по мнению Белобородова, до 2025 года 85—90 % убыли населения в России будет приходиться на русских и с учётом этого через 20 лет процент русских по грубой оценке будет от 60 до 70 %; также прогнозируют, что в 2050 году доля русских в России будет составлять 46,5 %. Так в 2015 году при общем росте населения в России во всех населённых преимущественно русскими районах наблюдался отрицательный естественный прирост: Псковской (−7,2 ‰), Тульской (−6,6 ‰), Тверской (−6,5 ‰), Тамбовской (−6,3 ‰), Смоленской (−5,8 ‰), Новгородской (−5,6 ‰), Орловской (−5,2 ‰), Ленинградской (−5,0 ‰), Владимирской (−4,9 ‰), Рязанской (−4,7 ‰), Ивановской (−4,6 ‰) и Брянской (−4,4 ‰) областях. В русских регионах самая низкая в РФ рождаемость, а самая высокая рождаемость в РФ в национальных республиках Кавказа, Тыве, Алтае, Якутии, Бурятии, ХМАО и ЯНАО (например в 2013 году самая низкая рождаемость была в Ленинградской области 1,23 ребёнка на одну женщину, а самая высокая рождаемость была в республике Тыва — 3,42 ребёнка на одну женщину).
Некоторые исследователи, рассматривая сокращение коренного населения в результате демографического кризиса при условии высокой иммиграции (в случае отсутствия достаточной ассимиляции мигрантов), делают на этом основании следующие тревожные прогнозы. Одним из вероятных последствий демографического кризиса некоторые исследователи называют изменение в будущем этно-конфессионального состава населения (при доле мигрантов более 20 % появляются замкнутые этнические группы, ассимиляция затрудняется и обостряются межнациональные конфликты). К 2030 году каждый пятый житель России будет исповедовать ислам. Наглядный пример этнического аспекта демографического кризиса: в настоящее время треть всех рождений в Москве приходится на мигрантов, что приведёт к изменению этно-конфессиональной структуры населения Москвы в ближайшем будущем. Уменьшение коренного населения, при увеличении доли мигрантов, по мнению некоторых исследователей может привести в будущем к утрате территориальной целостности России. Прогнозируют, что первыми территориальными потерями России могут быть Сибирь и Дальний Восток. Это связано с низкой рождаемостью населения данных земель из-за падения уровня жизни, и внутренней миграции в европейскую часть России. Впервые за всю историю российского освоения Сибири её население устойчиво сокращается. В 2009 году Анатолий Антонов высказывал мнение, что при численности населения России в 65—75 млн может начаться распад страны и обособление национальных автономий.
Однако, Анатолий Вишневский, признавая демографические проблемы России, одновременно считает, что нет никаких доказательств невозможности существования страны при меньшей численности населения и не видит в поддержании большой численности населения абсолютной ценности самой по себе. Стабилизация и естественное сокращение численности населения — это общая тенденция развитых стран и наиболее разумная реакция, в условиях роста потребления природных ресурсов и усиления нагрузки на окружающую среду.

## Прогнозы

Численность населения России с 2010 по 2050 год, по различным прогнозам:
1 — фактическая численность; 2 — ИДЕМ ГУ ВШЭ (2007, нормативный прогноз); 3 — ИДЕМ ГУ ВШЭ (2007, аналитический прогноз); 4 — Росстат (2007, средний вариант); 5 — Бюро переписи населения США (2003); 6 — ИДЕМ ГУ ВШЭ (2007, прогноз с нулевой миграцией); 7 — ООН (2006, средний вариант)

Повышение СКР до 2,1 маловероятно. В 2019 году СКР составил 1,504. По прогнозу Росстата, к 2035 году СКР будет находиться, по различным вариантам, в диапазоне 1,370—1,738.
В ближайшие 10 лет (начиная с 2013 года) число молодых людей (в возрасте от 15 до 29 лет) в России, по прогнозу, уменьшится до 25 млн. По данным Росстата, в 2009 году в России насчитывалось 33,7 млн молодых людей, в 2011 году их число составляло 32,4 млн, а в 2012 году — 31,6 млн.
По мнению российского демографа профессора МГУ Анатолия Антонова, без возрождения многодетной семьи в 2050 году в России будет жить 70 млн. Как заявил Юрий Крупнов, если к 2035 году процент многодетных семей (3 и более детей) не достигнет половины (сейчас 7 %), то в России к концу XXI века (а по пессимистическим прогнозам — уже к 2060 году) останется 80 млн.
Рассматривая перспективу демографического роста в РФ, нужно подчеркнуть, что, согласно большинству прогнозов, в XXI веке количество людей на территории РФ будет убывать. Так, по прогнозам ООН, в 2010—2050 годах будет происходить ежегодная естественная убыль населения (около −510 тыс. в год). По прогнозам Росстата, в 2017—2036 годах ежегодная убыль может вырасти до −540 тыс. в год. Российская Федерация, как и многие страны в мире, сталкивается со старением населения, что приведёт впоследствии к сокращению населения трудоспособного возраста. Это повлечёт за собой увеличение социальных расходов, что может привести к проблемам с выплатой пенсий и различных социальных пособий.
Прогнозировалось, что к 2025 году в России будет дефицит трудовых ресурсов. К 2030 году трудоспособное население в России по оценкам, может сократиться на 12 %, к 2050 году — более чем на 26 млн. Юрий Крупнов пишет о сокращении трудоспособного населения на 10 млн к 2025 году, вследствие демографического кризиса. Однако, по другим прогнозам, за счёт роста производительности труда, сокращений рабочих мест и повышения пенсионного возраста, число «лишних людей» трудоспособного возраста, напротив, может увеличиться к 2025 году на 10 млн человек.
По прогнозу учёных из Вашингтонского университета, сделанному в июле 2020 года, к 2050 году в 151 стране, а к 2100 году уже в 183 из 195 стран мира, рождаемость упадет ниже уровня воспроизводства населения (2,1 рождения на одну женщину), необходимого для поддержания численности населения на одном уровне. Ожидается, что численность населения к 2100 году сократится как минимум наполовину в 23 странах мира, и что ещё в 34 странах произойдет сокращение населения от 25 до 50 %, включая Китай и Россию. В базовом сценарии прогноза к 2100 году в России останется 106 миллионов жителей против 146 млн на 2020 год. К концу века рождаемость в РФ упадет до 1,41 ребёнка на женщину, в результате впервые за несколько веков Россия выйдет из топ-10 стран по численности населения.

## Преодоление кризиса

### Пути выхода из кризиса
Экономические
- Создание большого числа новых, высококвалифицированных и высокооплачиваемых рабочих мест[198].

Наиболее высокие уровни безработицы в России — среди молодёжи (25,8 % всех безработных — это молодёжь возрастом до 25 лет), а также в регионах с наиболее высокой рождаемостью (Ингушетия — 27,9 %, Чечня — 14,2 %, Тыва — 18,3 %), при среднем уровне безработицы по России 5,1 %, по данным на август 2017 года. Согласно опросам населения, главной причиной нежелания иметь детей в российском обществе является экономический фактор — низкие зарплаты, низкий уровень жизни, отсутствие экономических перспектив. Эту проблему можно решить путём модернизации экономики, а не за счёт увеличения рождаемости или удешевления рабочей силы путём найма низкооплачиваемых трудовых мигрантов.
- Создание рабочих мест для пенсионеров и людей с ограниченными возможностями

Люди пенсионного и предпенсионного возраста обладают большим опытом и багажом знаний, однако многими работодателями практикуется дискриминация по возрасту. Так как старение населения неизбежно, нужно создавать для пенсионеров рабочие места, для которых не требуется значительная физическая нагрузка, а требуются их опыт и квалификация. Этими мерами удастся снизить проблему низких пенсий и нехватки средств для пенсионного обеспечения.
Социальные
- Меры социально-экономической поддержки и помощи семьям с детьми

Считается, что решение демографической проблемы возможно лишь при осуществлении перехода к мощной политике укрепления института семьи с детьми по всем направлениям и сферам жизнедеятельности.
Д. т. н., профессор Антонов А. И. выделяет комплекс мер, направленных на решение демографической проблемы, таких как: изменение положения семьи среди других социальных институтов, укреплению нового фамилизма в обществе и ликвидацию убыли населения. По его мнению, «проблема формирования и укрепления массовых норм среднедетности (3—4 ребёнка в семье) требует долгосрочных усилий по ликвидации ущемлённого положения института семьи среди других социальных институтов, правового обеспечения автономности семьи, общественного договора между институтами государства и семьи, укрепления семейного производства на основе соединения места работы и дома, воссоздания класса домашних хозяек-матерей с их пенсионным обеспечением, введения семейной зарплаты в системе наёмного труда, реализации льготного налогообложения и кредитования молодых семей и ряда других мер…». Он считает, что «это направление политики предполагает прежде всего централизованную политику государства».
Религиозные и прочие
К. э. н., доцент кафедры социологии семьи и демографии социологического факультета МГУ им. М. В. Ломоносова Синельников А. Б. считает, что значимым фактором, позволяющим повысить рождаемость, является религиозность населения. По его мнению, «Религиозное возрождение оказывает позитивное влияние на демографические установки и демографическое поведение людей».

### Действия правительства

#### Предложения
В феврале 2019 года участники заседания комитета Совета Федерации по социальной политике предложили обследовать молодожёнов на бесплодие и внедрять в молодёжную среду через популярных блогеров приложения, формирующие «позитивное репродуктивное поведение». В министерствах, которым направлено предложение, идею пока не комментируют, а эксперты считают, что молодёжь вряд ли такие приложения «возьмёт в тренд»: ей «нужно сексуальное просвещение в школах», и «разумнее вкладываться в обучение подростков навыкам коммуникации».

#### Руководящие документы
В 2001 году была принята «Концепция демографического развития Российской Федерации на период до 2015 года», в которой констатируется плачевная демографическая ситуация в России и сформулированы цели и задачи демографической политики, а в 2007 году — «Концепция демографической политики Российской Федерации на период до 2025 года».

#### Материальная поддержка семьи
В России при рождении детей их родителям предоставляются разовые выплаты. На содержание детей малообеспеченным семьям выплачиваются ежемесячные пособия. С 2001 года их назначение и выплата производится в соответствии с региональными законодательствами. Для этого из федерального бюджета регионам выделяются специальные субвенции.
В послании Федеральному собранию в 2006 году президент России В. В. Путин сформулировал ряд мер по стимулированию рождаемости, включая крупные выплаты на рождение второго и последующего ребёнка. В частности, был принят закон о «материнском капитале», в соответствии с которым семьям (главным образом матерям) выделяются денежные средства для участия в ипотеке, оплаты образования, прибавки к пенсионным накоплениям и др. Кроме того, в большинстве субъектов РФ с 2012 года выплачивается региональный материнский капитал при рождении третьих и последующих детей.
С 1 января 2018 года введена ежемесячная выплата пособия матери при рождении первого ребёнка, в размере 1 прожиточного минимума, до достижения возраста ребёнка в 1,5 года. C 25 сентября 2019 года семьям, в которых с 1 января того года родился третий или последующий ребёнок, государство выделяет 450 тысяч рублей на погашение ипотечного кредита.
В марте 2020 года материнский капитал был введен при рождении первого ребёнка, если он появился на свет после 1 января 2020 года. Сумма выплаты составила 466 617 рублей.
В 2021—2022 годах были расширены права на получение маткапитала отцами. В 2021 году право на его выплаты получили отцы, воспитывающие детей от суррогатной матери. В 2022 году было принято решение платить отцам, в одиночку воспитывающим детей, рождённых после 1 января 2007 года и первого ребёнка, родившегося после 1 января 2022 года, в случае смерти матери, если она была иностранкой.

#### Оценки и критика
Замдиректора Института демографии НИУ ВШЭ Сергей Захаров составил социодемографический портрет групп, в которых наблюдается увеличение рождаемости. Рост третьих и четвёртых рождений, по его словам, даёт, в основном, сельская местность, причём в национальных республиках и этнических группах, которые ещё недавно «имели высокую рождаемость». По мнению Захарова, «более образованные группы населения … движутся в том же направлении, что и семьи в западных странах. Другие социальные группы, территории и народы, доля которых в последнее время увеличивается, переживают ренессанс рождаемости». Причинами развития этих тенденций могут являться государственные меры поддержки рождаемости, а также миграционные процессы, считает эксперт. По данным Сергея Захарова, положительные тенденции имеются, но их уровень недостаточен для выхода из демографического кризиса.
В 2006 году завсектором Института социологии РАН В. Мукомеля высказал мнение, что «и зарубежный, и советский опыт демонстрирует: попытки материально стимулировать рождаемость вызывают отклик либо у маргинальных групп населения, либо у представителей этнических групп, которые и так образуют многодетные семьи; для среднего класса это не мотивация».
Материнский капитал получается лишь однократно, что делает эту меру априори недостаточной для достижения компенсации смертности. По некоторым данным, введение материнского капитала при расходах больше 1 трлн рублей увеличило число детей на одну женщину на 0,15, а долю домохозяйств с двумя и более детьми — на 10 %.

По мнению Ростислава Капелюшникова гл. научного сотрудника Института мировой экономики и международных отношений, члена-корреспондента РАН.: 
«…По прогнозу ООН, к 2050 году доля людей 65+ в мире может удвоиться, а к 2100 г. — утроиться и достигнуть почти 30 %. Главные причины — падение рождаемости при одновременном росте продолжительности жизни. С разной скоростью стареть будут все страны. И никто сегодня не знает, как сумеют адаптироваться к этому процессу общество и экономика. В мире, где каждый третий — пенсионер, одному работающему придётся содержать несколько неработающих сограждан, что чревато падением уровня жизни. И уже упущено благоприятное время, когда солидарные системы можно было бы с минимальными затратами заменить альтернативными конструкциями, сочетающими элементы накопительных и частных пенсионных схем. Государства мира поднимают пенсионный возраст, хотя ясно, что бесконечно повышать его невозможно. Увеличивают взносы в государственные социальные фонды. Но известно, что налоги на зарплату препятствуют росту самих зарплат. Анализ экономической статистики 21 развитой страны за 1990—2007 гг. показал, что каждый очередной процент прироста доли пожилых людей стоил падения ежегодных темпов прироста ВВП на 0,14 %.
Но при этом никто не знает, какой уровень старения населения станет критически опасен. С помощью миграции процесс можно только замедлить. Ведь вчерашние мигранты тоже постареют. Старение населения — неизбежное будущее всего человечества. Программы стимулирования рождаемости не дадут нужного эффекта. Льготы, которые правительства дают семьям, могут положительно повлиять на качество молодого поколения — его здоровье и образование, но не на его количество — во всяком случае в долгосрочной перспективе. В России материнский капитал повысил рождаемость только на короткое время. А потом статистика снова пошла вниз. Женщины не стали больше рожать, а лишь ускорили появление детей.»
Увеличение рождаемости без создания высококвалифицированных и высокооплачиваемых рабочих мест увеличивает риск падения благосостояния населения. Несмотря на официально низкую безработицу и наличие вакансий в производственном секторе, уровень зарплат там остаётся низким. Как отмечают авторы доклада РАН (2013 г., академики А. Д. Некипелов, В. В. Ивантер, С. Ю. Глазьев), важным фактором в российской безработице является «сужение сферы высококвалифицированного труда с достойным уровнем оплаты». 73 % работников российских промышленных предприятий получают зарплату ниже средней зарплаты по России. Исследователи РАН отмечают, что рост вакансий происходит в основном среди низко- и среднеквалифицированных работников. Основная причина появления вакансий — низкая привлекательность труда и низкий уровень оплаты в технологически отсталых секторах экономики.
По мнению демографа Анатолия Вишневского, стимулирование государством рождения детей только за счёт выплаты пособий — малоэффективная мера. Государство должно стимулировать повышение уровня жизни граждан России, благополучия семьи в социальном, экономическом смыслах, доступа к качественной медицине, уверенности в завтрашнем дне. С 2016 года по суммарному коэффициенту рождаемости Россия соответствует развитым странам Европы (Швеция, Дания, Норвегия, Исландия, Ирландия, Франция, Нидерланды) и Китаю, но по коэффициенту смертности хуже показателей ЕС на 27-30 %.

## Общемировые тенденции
| 7-8 детей 6-7 детей 5-6 детей 4-5 детей | 3-4 ребёнка 2-3 ребёнка 1-2 ребёнка 0-1 ребёнок |

Карта медианного возраста (от и до) в разных странах по состоянию на 2018 год. Самое молодое население Земли в основном сосредоточенно в странах Африки южнее Сахары

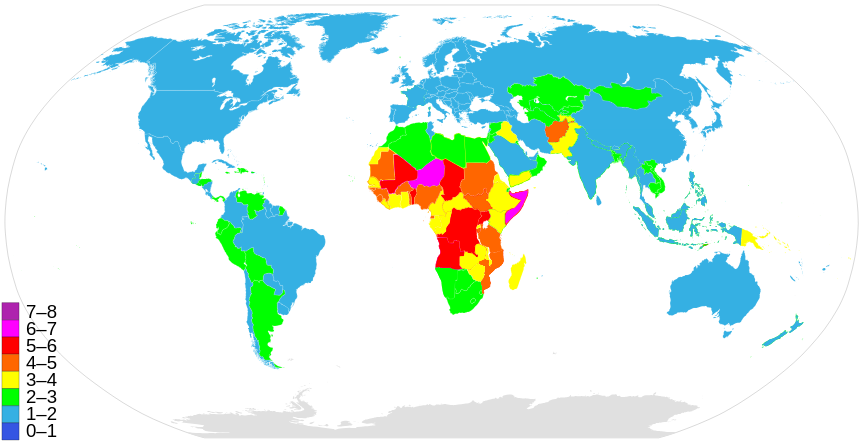
Карта стран мира по суммарному коэффициенту рождаемости по состоянию на 2020 год. Самый высокий на Земле суммарный коэффициент рождаемости наблюдается в основном в странах Африки южнее Сахары
7-8 детей
6-7 детей
5-6 детей
4-5 детей
3-4 ребёнка
2-3 ребёнка
1-2 ребёнка
0-1 ребёнок

Карта стран мира по темпу роста населения в процентах с учётом рождаемости, смертности, иммиграции и эмиграции в 2018 году. Самый высокий темп роста населения Земли наблюдается в основном в странах Африки южнее Сахары

Возрастно-половая пирамида населения Японии по оценке на 2021 год. Японская нация — самая престарелая нация в мире

В странах мира, будь то Европа, Азия или Латинская Америка, вследствие послевоенного мирового беби-бума произошёл всплеск рождаемости, в разных странах его продолжительность и количество рождённых были разными. Те страны, которые воспользовались этим молодым и ещё относительно бедным населением (Демографический дивиденд) в эффективных рыночных экономиках, дав ему образование, создав эффективные законы, давшие возможность развиваться экономике, но при этом защищающие интересы и права работников, создав рабочие места, страны, которые эффективно включили данное население в экономику, смогли продолжительное время поддерживать высокие темпы реального экономического роста и в конечном итоге смогли развить свои экономики до уровня того, что мы понимаемым сегодня как развитые экономики (с высокой добавочной стоимостью, с высоким уровнем жизни населения и т.д). К концу XX и началу XXI века в данных уже развитых странах с развитыми экономиками, которые уже полностью потратили демографический дивиденд послевоенного беби-бума, начали нарастать тенденции старения общества, процент пожилых людей в обществе превысил количества детей и все больше и больше стал увеличиваться. В ряде развитых стран данная тенденция уже стала приводить к демографическому кризису. Как следствие, экономический рост в большинстве развитых стран резко снизился и стал очень низким. Данная демографическая тенденция в долгой перспективе несёт большие экономические, социальные и политические риски для данных стран. Но со временем данная демографическая тенденция стала затрагивать менее развитые экономики и страны и стала приобретать черты общемирового демографическом тренда глобального старения населения Земли (кроме Африки южнее Сахары) и вызванного им уже в ряде стран, как развитых, так и развивающихся, демографического кризиса. Пример России и других посткоммунистических стран Европы является уникальным, когда страны не смогли воспользоваться демографическим дивидендом послевоенного мирового беби-бума, чтобы развить в должной мере капиталистические экономики своих стран из-за плановых неэффективных экономик и перешли к капиталистическим только в 1990-годы, когда уже их демографический дивиденд иссяк. Таким странам очень сложно поддерживать высокий экономический рост без уже очень развитых и эффективных экономик (на уровне скандинавских), где этот рост ещё происходит, или без большой доли молодёжи в структуре общества, чего уже в должной мере нет. Основной парадокс посткоммунистических стран Европы — это, ещё только развивающиеся, относительно отсталые и бедные экономики стран, но уже престарелые нации, тормозящие рост экономик и так только ещё развивающихся стран.
В ряде стран делались попытки улучшить ситуацию с рождаемостью с помощью увеличения государственной помощи при рождении ребёнка и принятия других мер господдержки. Противники этой точки зрения приводят данные, показывающие, что уровень рождаемости в стране не зависит от социальных выплат в этой стране (по сравнению с другими странами): например, в Швеции социальные выплаты намного больше, чем в США, при этом рождаемость там меньше (а при сравнении со странами Африки южнее Сахары, где социальные выплаты почти отсутствуют, уровень жизни очень низкий, а рождаемость огромна, разница ещё более заметна). Из этого делается вывод, что увеличение выплат в России не приведёт к существенному увеличению рождаемости. Сокращение рождаемости — это общая тенденция глобального демографического перехода населения Земли.
По данным Всемирного Банка, среднее количество детей, рождённых женщиной в течение жизни, с учётом средних показателей для женщин всех возрастов, снизилось в общемировом масштабе с 4,91 в 1960 до 2,45 в 2015 году, то есть население планеты продолжает быстро расти. Коэффициент суммарной рождаемости в России — 1,8 рождения на женщину — это выше чем, например, в Китае — 1,6 (данные Всемирного банка за 2015 год).
Согласно данным Всемирной книги фактов ЦРУ США, снижение рождаемости является общемировой тенденцией и отмечается во всех странах. Самая высокая рождаемость в мире отмечается в развивающихся странах Африки (Нигер — 7,6 ребёнка на женщину; Уганда — 6,69), а повышение жизненного уровня в странах Африки обычно сопровождается снижением рождаемости (ЮАР — 2,3; Алжир — 1,75; Марокко — 2,21). По мнению специалистов Института демографии НИУ ВШЭ, в развитых странах наблюдается положительная зависимость между общим уровнем рождаемости и долей внебрачных рождений (например: во Франции суммарный коэффициент рождаемости — 1,96 ребёнка на женщину (из них 50 % вне брака); в Норвегии — 1,77 (54 % вне брака); Исландия — 1,89 (66 % вне брака)), а страны с низкой долей внебрачных рождений имеют очень низкие показатели рождаемости (Япония — 1,21 (2 % вне брака); Греция — 1,38 (5 % вне брака); Италия — 1,39 (21 % вне брака)).
По состоянию на 2021 год в населении мира люди в возрасте до 15 лет составляют 26 %, а люди в возрасте 65 лет и старше — 10 %. Общая демографическая нагрузка на население рабочих возрастов в целом по миру составляет 56 детей (до 15 лет) и пожилых людей (65 лет и старше) на 100 человек 15-64 лет, в том числе 41 ребёнок и 16 пожилых людей. Доля детей в возрасте до 15 лет заметно различается по географическим регионам. Ниже всего она в Европе, особенно в Южной Европе — 14 %, а выше всего — более 40 % — в Центральной, Восточной и Западной Африке. Относительно небольшая численность населения рабочих возрастов означает, что на него приходится более значительная демографическая нагрузка детскими и старшими возрастами. В Центральной Африке она достигает 96 на 100 человек 15-64 лет, в том числе 90 детей моложе 15 лет и 6 человек 65 лет и старше. Несколько ниже общая демографическая нагрузка на население 15-64 лет в Западной (85) и Восточной (79) Африке. В Северной и особенно Южной Африке общая демографическая нагрузка на население рабочих возрастов заметно ниже (соответственно, 64 и 54) и меньше отличается от значения показателя в других субрегионах Земли. Самое низкое значение общей демографической нагрузки на население 15-64 лет отмечается в Юго-Восточной Азии — 45 детей и пожилых на 100 человек 15-64 лет, причём нагрузка детьми в 3,5 раза больше. Несколько выше общая демографическая нагрузка в Восточной Азии (47), где нагрузка детьми лишь немного превышает нагрузку пожилыми людьми, а также в Южной Америке (49), где нагрузка детьми вдвое больше нагрузки пожилыми. Во всех европейских субрегионах, демографическая нагрузка пожилыми людьми уже заметно превышает демографическую нагрузку детьми, кроме Восточной Европы, где они примерно одинаковы, но в ближайшие годы, как и в других субрегионах Европы, общая демографическая нагрузка будет увеличиваться за счёт нагрузки пожилыми возрастами. Сходные тенденции наблюдаются в Северной Америке, Австралии и Новой Зеландии.
Среди стран мира доля населения в возрасте до 15 лет варьируется от 12 % в Японии, Южной Корее, Гонконге, до 50 % в Нигере. В этом ряду стран Россия (18 %) делит 55-62 места с США, Китаем, Швецией, Великобританией, Черногорией и Гваделупой. Доля населения 65 лет и старше составляет от 1 % в ОАЭ до 29 % в Японии. В 23 странах, включая Японию, она уже составляет 20 % и более. Значение коэффициента общей демографической нагрузки варьируется от 19 детей и пожилых людей на 100 человек 15-64 лет в Катаре и ОАЭ до 113 в Нигере и 100 в Анголе и Афганистане. Ещё в 7 африканских странах она превышает 90.
За последние 30 лет суммарный коэффициент рождаемости в целом по миру снизился в 1,4 раза — с 3,2 ребёнка на женщину в 1990 году до 2,3 в 2020 году. Рождаемость снизилась во всех основных группах стран, особенно значительно в менее развитых странах мира (в 1,5 раза), а также в странах с более низким средним уровнем доходов (в 1,7 раза). В развитых странах и в странах с высоким уровнем доходов суммарный коэффициент рождаемости уже в 1990 году была ниже уровня воспроизводства населения (2,1 ребёнка на женщину). По оценкам на 2020 год суммарный коэффициент рождаемости снизился до 1,5 против 1,7 и 1,8 в 1990 году. Рождаемость опустилась ниже уровня воспроизводства населения и в группе стран с более высоким средним уровнем доходов (1,6 против 2,6 в 2020 году). В остальных группах суммарный коэффициент рождаемости пока обеспечивает расширенное воспроизводство (превышает 2,1 ребёнка на женщину), причём в наименее развитых странах и странах с низким уровнем доходов превышает уровень воспроизводства населения в два раза и более, составляя 4,0 в наименее развитых странах и 4,7 в странах с низким средним уровнем доходов. В ряде регионов мира рождаемость уже в течение многих лет не обеспечивает простое замещение поколений. К их числу в 1990 году относились все европейские регионы (особенно Южная и Западная Европа, где суммарный коэффициент рождаемости составлял 1,5) и Австралия (1,9) в тихоокеанском регионе. За 30 лет суммарный коэффициент рождаемости снизилась во всех регионах, кроме Западной Европы, где она немного увеличилась (с 1,5 до 1,6). Наибольшее снижение — на 47 % — отмечалось в Южной Азии, на 41-42 % — в Южной Африке, Западной и Восточной Африке. По оценкам на 2020 год, суммарный коэффициент рождаемости опустился ниже уровня воспроизводства населения, помимо всех европейских субрегионов, в Восточной Азии (1,3), в Австралии и Новой Зеландии (1,6), в Северной (1,6) и Южной (1,9) Америке. В Центральной Америке и странах Карибского бассейна, Юго-Восточной Азии суммарная рождаемость снизилась до 2,1 ребёнка на женщину. В Южной Азии и Южной Африке она вплотную приблизилась к этому уровню (2,3 и 2,4 соответственно). Очень высокой, несмотря на снижение, остаётся суммарная рождаемость в Центральной (5,8) и Западной (5,4) Африке. В 1990 году суммарная рождаемость была ниже 2,1 ребёнка на женщину в 48 странах, в 2020 году — уже в 107 странах мира. В 2020 году в странах, где рождаемость была ниже уровня простого воспроизводства, проживало 45 % населения Земли.
В 1990 году суммарный коэффициент рождаемости варьировался от 1,1 в Монако до 8,6 в Йемене, а в 2020 году — от 0,8 в Южной Корее и 0,9 в Гонконге и Макао до 7,0 в Нигере. Помимо Нигера, крайне высокие значения коэффициента суммарной рождаемости отмечаются в Сомали (6,9), Чаде (6,4), Мали (6,3), Демократической Республике Конго (6,2), Анголе и Центрально-Африканской Республике (6,0). В ряду стран, ранжированных по возрастанию суммарного коэффициента рождаемости в 2020 году, Россия входит в пятый десяток стран с наиболее низкими показателями (1,5 ребёнка на женщину). В большинстве стран мира (188) суммарная рождаемость в 2020 году оказалась ниже, чем в 1990 году, причём во многих значительно (на 2 детей на женщину и более в 46 странах). В некоторых странах суммарный коэффициент рождаемости незначительно повысился. Помимо Словении, Германии, Монако и Грузии, где рождаемость была крайне низкой и в 1990 году, некоторое повышение суммарного коэффициента рождаемости отмечалось в Южно-Африканской (2,0 до 2,3) и Центрально-Африканской (с 5,8 до 6,0) республиках. В небольшом числе стран, преимущественно европейских, суммарная рождаемость осталась практически на том же уровне, что и в 1990 году.
Снижение рождаемости сопровождалось сокращением доли детей, родившихся у матерей 15-19 лет, и повышением доли детей, родившихся у матерей 35 лет и старше. При низкой рождаемости реализация репродуктивных планов возможна в разных возрастах. За последние десятилетия средний возраст материнства, в том числе при рождении первого ребёнка, значительно повысился в большинстве развитых стран, рождаемость в младших возрастах существенно снизилась. Беременность и роды в ранних возрастах сопряжены с высокими рисками для здоровья и жизни матери и ребёнка, они затрудняют получение образования и профессиональных навыков девушками, чреваты рисками безработицы и бедности. Во многих развивающихся странах за последние годы удалось добиться значительного снижения рождаемости у женщин 15-19 лет. В целом по миру доля детей, родивших у женщин 15-19 лет, снизилась с 12 % в 1990 году до 9 % в 2020 году. Особенно значительно она сократилась в развитых странах (с 9 % до 3 %), меньше всего — в наименее развитых странах (с 17 % до 16 %). В наименее развитых странах незначительно снизилась и доля детей, родившихся у матерей в возрасте 35 лет и старше (с 16 % до 15 %). Это произошло за счёт снижения числа детей высокой очередности рождения, которые происходят в старших возрастах. Значительное повышение доли детей, родивших у женщин 35 лет и старше, в развитых странах (с 9 % в 1990 году до 23 % в 2020 году) связаны с изменением возрастного профиля рождаемости, повышением возраста матери при рождении первого ребёнка. В Африке доля детей, родившихся у матерей 15-19 лет, практически не изменилась за 1990—2020 годы, оставаясь на уровне 15 %. Несколько снизилась доля родившихся у матерей 35 лет и старше (с 17 % до 16 %). В остальных регионах мира наблюдалось довольно значительное снижение доли родившихся у женщин 15-19 лет и повышение доли родившихся у женщин 35 лет и старше. Особенно ярко эта тенденция выражена в Европе, где доля родившихся у матерей 15-19 лет снизилась до 3 %, а доля родивших у матерей 35 лет и старше повысилась до 24 %. В большинстве стран мира (160) доля родившихся у матерей 15-19 лет снизилась по сравнению с 1990 годом. Небольшой рост отмечался в 27 странах. Наибольшим он был в Азербайджане (на 5 %, с 5 % до 10 %) и Мозамбике (на 4 %, с 21 % до 25 %). В 1990 году она варьировалась от 1 % в Японии, Южной Корее, КНДР, Макао, до 24 % в Габоне и Бангладеш, в 2020 году — от 0 в Макао, Гонконге, Южной Корее, КНДР, и Дании до 25 % в Мозамбике. Россия в ряду стран, расположенных в порядке возрастания значения показателя 2020 года, занимает 58 место, доля родившихся у матерей 15-19 лет снизилась до 3 % против 14 % в 1990 году.
Проблема России и всего мира, в условиях глобализации, где все страны так или иначе зависят друг от друга, — это не низкая рождаемость, а рост нагрузки на окружающую среду и природные ресурсы из-за глобального демографического взрыва, который продолжается в развивающихся странах и вызывает потоки мигрантов, а также рост бедности.
В период «перестройки» отмечалось резкое падение рождаемости во всех европейских странах бывшего соцлагеря, однако потом рождаемость обычно начинала расти: например, в ГДР рождаемость резко упала с 1,52 ребёнка на женщину в 1990 до рекордно низкого значения 0,77 в 1994, но потом резко поднялась до 1,4 в 2009 и даже обогнала рождаемость в Западной Германии. Бюро Статистики ФРГ объясняет такие резкие колебания увеличением среднего возраста женщин при рождении первого ребёнка, то есть многие семьи в Восточной Германии не спешат обзаводиться детьми в молодом возрасте (как это было в ГДР) и откладывают рождение детей на более поздний срок. В России тоже отмечается эта тенденция: в 1999 году модальный (наиболее вероятный) возраст материнства составлял 21 год, то 2005 — 24 года, а в 2009 году — 25 лет.
В постсоветских республиках, вошедших в состав Евросоюза (Литва, Латвия и Эстония) наблюдается значительно большее сокращение населения (население уменьшилось на 15-20 %, с 1990 по 2016 год) преимущественно из-за эмиграции. Однако, там это рассматривается как благо: естественное сокращение населения снижает уровень безработицы и увеличивает его занятость.
По оценке учёных из Вашингтонского университета, сделанной в июле 2020 года, население Земли достигнет пика в 2064 году и составит около 9,73 миллиарда, а затем снизится до 8,79 миллиарда к 2100 году, по альтернативным оценкам, до 6,88 млрд. Мир находится в общемировом демографическом тренде сокращения рождаемости и глобального старения населения (кроме Африки южнее Сахары). Прогнозируется, что глобальный СКР будет неуклонно снижаться с 2,37 в 2017 году до 1,66 в 2100 году, что намного ниже уровня воспроизводства населения (2,1 рождения на одну женщину), необходимого для поддержания численности населения на одном уровне. По прогнозам Вашингтонского университета, к 2050 году в 151 стране, а к 2100 году уже в 183 из 195 стран мира, рождаемость упадет ниже уровня воспроизводства населения. Ожидается, что численность населения к 2100 году сократится как минимум наполовину в 23 странах мира. Ожидается, что ещё в 34 странах произойдет сокращение населения от 25 до 50 %, включая Китай и Россию. Страны, в которых прогнозируется резкое снижение рождаемости к 2100 году, это в значительной степени страны, которые сейчас имеют очень высокую рождаемость, в основном это страны Африки южнее Сахары, где показатели лишь к 2100 году упадут ниже уровня воспроизводства населения — с 4,6 рождения на женщину в 2017 году до 1,7. Население Китая сократится с 1,4 миллиарда человек в 2017 году до 732 миллионов в 2100 году, что сделает Китай только третьей по населению страной в мире после Индии (1,09 миллиарда человек) и Нигерии (791 миллион человек).

### Последствия в развитых и развивающихся странах
Низкая рождаемость приводит к увеличению доли пожилого населения и уменьшению доли трудоспособного населения, что в свою очередь может оказать разрушительное влияние на экономики развитых и особенно развивающихся стран Европы и Азии: сокращение доли трудоспособного населения приводит к сокращению объёма человеческого капитала, рост доли пенсионеров требует увеличения расходов на здравоохранение, социальное страхование и пенсионную систему. Расходы на пенсионное обеспечение могут стать слишком большим грузом для бюджета и поэтому забота о пожилых людях может целиком лечь на плечи домохозяйств. Но в связи с уменьшением рождаемости, то и затраты государства на содержание детей (пособия, школы, детские сады и т. д.) могут быть снижены.. Особенно сложная ситуация с растущим демографическим кризисом во многих развивающихся странах Европы и Азии: Россия, Китай, Украина, Молдова, Таиланд, Мьянма и т. д. В этих странах обычный демографический кризис, свойственный развитым странам, может усугубляться ещё большим уменьшением официально работающей доли трудоспособного населения в связи с обширной неформальной теневой экономикой, ещё более низкой рождаемостью, ещё большей безработицей, ещё большим ростом количества пенсионеров в связи с меньшими здоровыми годами активной трудоспособной жизни, что вкупе с активной эмиграцией молодого, экономически активного и самого трудоспособного населения в более богатые страны мира приводит к замедлению экономического роста стран и, как следствие, к замедлению роста зарплат и уровня жизни, что в свою очередь замедляет сближение уровней жизни в развивающихся и развитых странах. Богатые развитые страны Европы и Азии часто решают проблему демографического кризиса, увеличивая квоты на ввоз большего числа иностранной рабочей силы, что в свою очередь бедные, экономически не привлекательные как для квалифицированной, так и для неквалифицированной иностранной рабочей силы, развивающиеся страны себе позволить не могут. Как пример, экономика Китая может столкнуться с широко обсуждаемой в китайских государственных СМИ проблемой, Китай может постареть быстрее, чем его население разбогатеет, что может привести к замедлению роста уровня жизни в Китае и сближения его по зарплатам с другими развитыми и богатыми экономиками Азии: Японией, Республикой Кореей, Китайской Республикой, Сингапуром, Гонконгом, и в худшем случае к экономическому застою, подобному японскому, наблюдаемому в Японии уже три десятилетия. Но с учётом, что Япония является экономически развитой, богатой страной, с высокими зарплатами, а Китай лишь развивающейся. Аналогичная история с Россией, Украиной, Беларусью, но уже по отношению к экономически развитым странам Европы: Швейцария, Германия, Франция, Норвегия, Исландия, Ирландия, Словения и т. д.

## Мнения руководителей страны
В. В. Путин в 2000 году в Послании Федеральному собранию сообщал следующее:

Нас, граждан России, из года в год становится всё меньше и меньше. Уже несколько лет численность населения страны в среднем ежегодно уменьшается на 750 тысяч человек. И если верить прогнозам … уже через 15 лет россиян может стать меньше на 22 миллиона человек … Если нынешняя тенденция сохранится, выживаемость нации окажется под угрозой. Нам реально грозит стать дряхлеющей нацией. Сегодня демографическая ситуация — одна из тревожных.— 
На очередном заседании Совета безопасности 20 июня 2006 года в своём выступлении президент России В. В. Путин касательно демографической ситуации в России отмечал следующее:

Критическое сокращение народонаселения страны с 1993 года приобрело устойчивый характер. Фактически мы стоим сейчас у кризисной черты. За последние 13 лет число умерших граждан России превысило число родившихся на 11,2 млн человек. Если ничего не делать, к концу XXI века население России уменьшится вдвое.— Первый канал
В начале апреля 2007 года первый заместитель председателя правительства РФ Дмитрий Медведев в интервью программе «Воскресное Время» Первого канала, касаясь подготовленного проекта концепции демографической политики на перспективу до 2025 года, отмечал:

У нас очень острая демографическая ситуация — я бы сказал, кричащая демографическая ситуация. Поэтому если не предпринять сегодня каких-то особых усилий в этом направлении, то будущее нашей страны просто окажется в очень сложном положении. Негативные тенденции начались, конечно, не несколько лет назад. Они образовались где-то на переломе 1980—1990-х годов и особенно обострились к середине 1990-х ввиду самых разных причин… социальная неустроенность, падение уровня жизни, отсутствие нормальных семейных мотиваций в тот период, массовая безработица, просто неуверенность в завтрашнем дне. Всё это создало очень тяжёлый демографический эффект.— 
12 декабря 2012 года в послании Федеральному собранию В. В. Путин заявил:

Демографы утверждают, что выбор в пользу второго ребёнка — это потенциальный выбор в пользу третьего. Важно, чтобы семья сделала такой шаг. И, несмотря на сомнения некоторых экспертов, а я отношусь к ним с уважением, я убеждён, что нормой в России всё-таки должна стать семья с тремя детьми.— 

## Средняя продолжительность жизни в России по регионам
Средняя продолжительность жизни в России на 2018 год составляет около 73 лет и сильно различается от региона к региону, разница составляет 19 лет, самая высокая ожидаемая продолжительность жизни в Республике Ингушетия — 82,41, самая низкая — в Чукотском автономном округе — 63,58.
В большинстве субъектов РФ ожидаемая продолжительность жизни составляет от 70 до 75 лет, в 8 регионах ожидаемая продолжительность жизни выше 75 лет, в 9 — ниже 70 лет.
Ожидаемая продолжительность жизни женщин (77,82) в среднем по РФ на 10 лет выше, чем у мужчин (67,75).

## Изменения возрастно-половой пирамиды в течение демографического кризиса

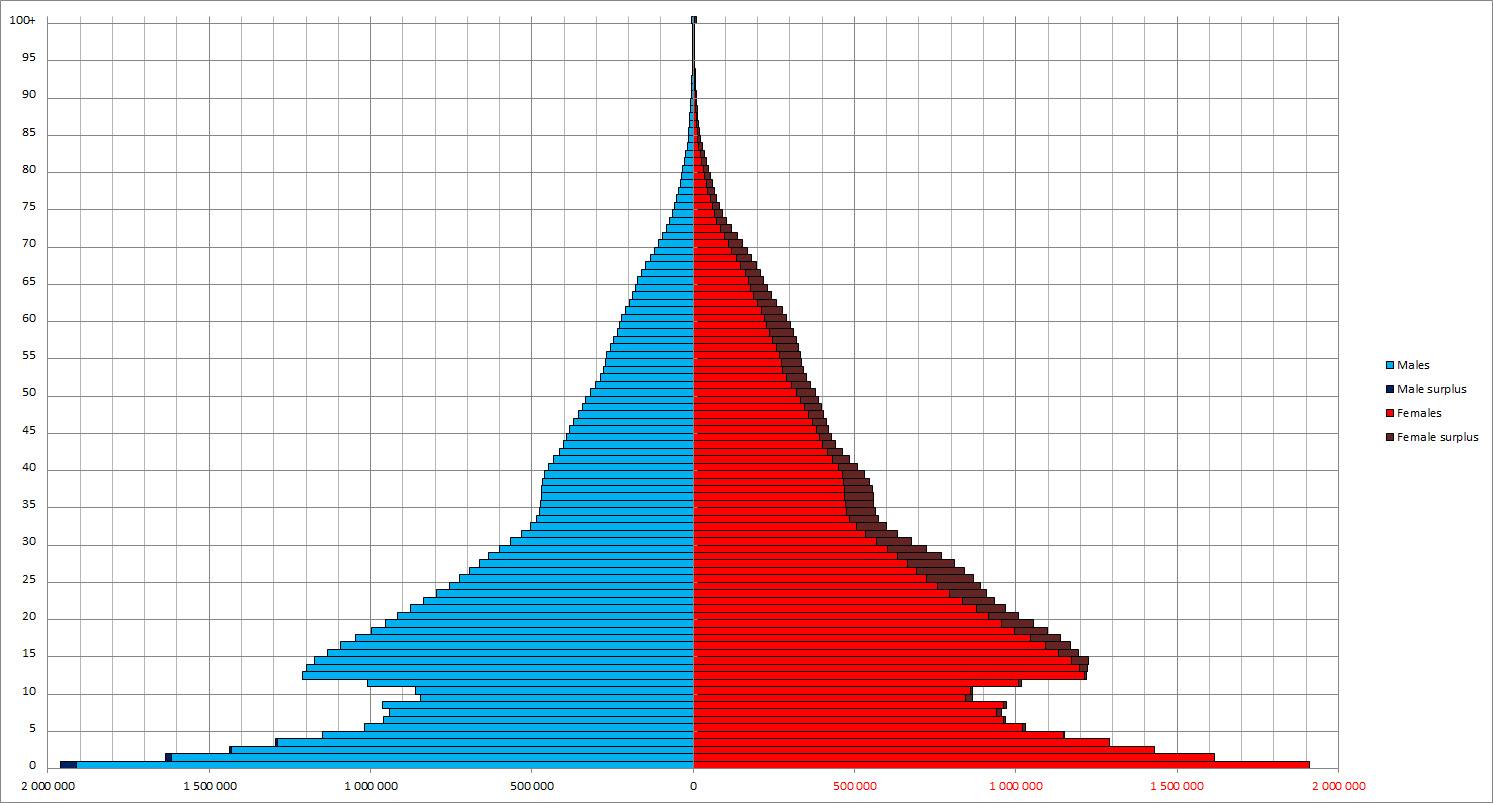
на 1 января 1927 года
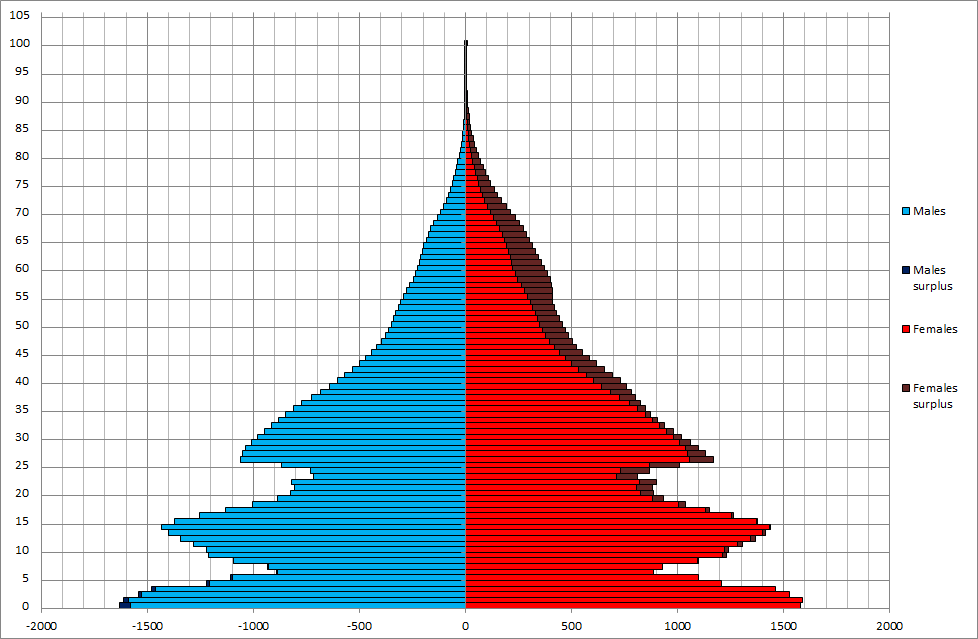
на 1 января 1941 года
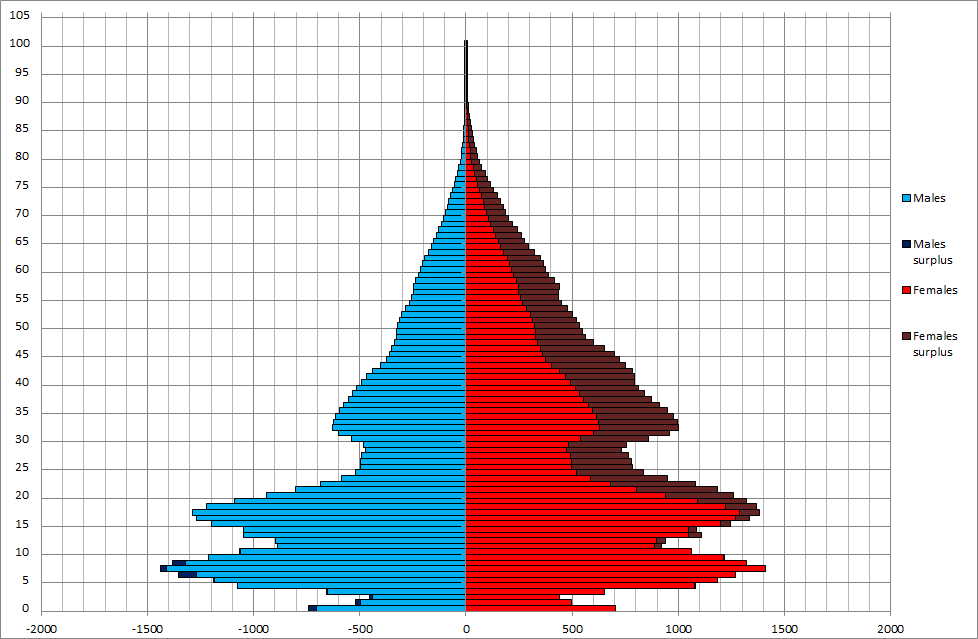
на 1 января 1946 года
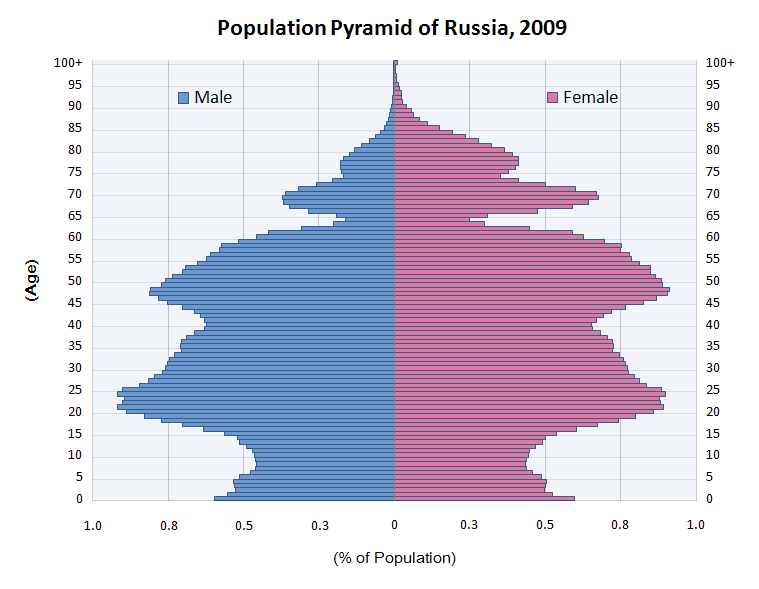
на 1 января 2009 года
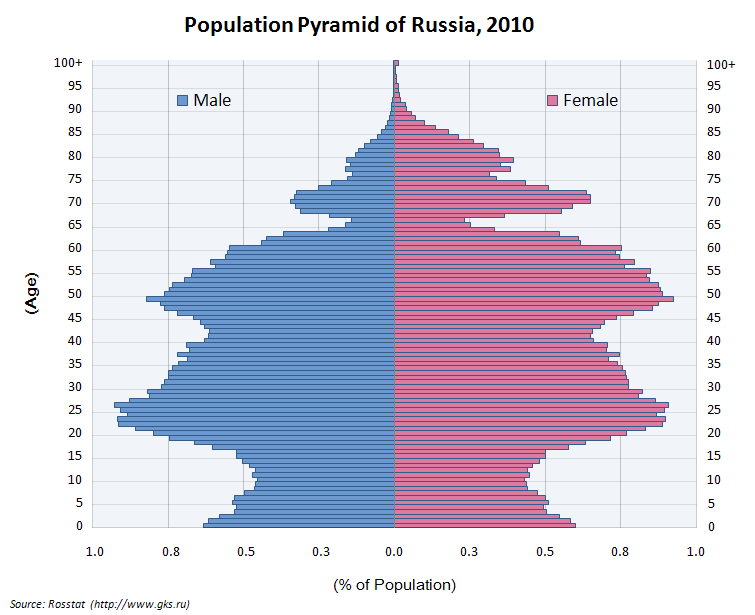
на 1 января 2010 года
по переписи населения на 14 октября 2010 года
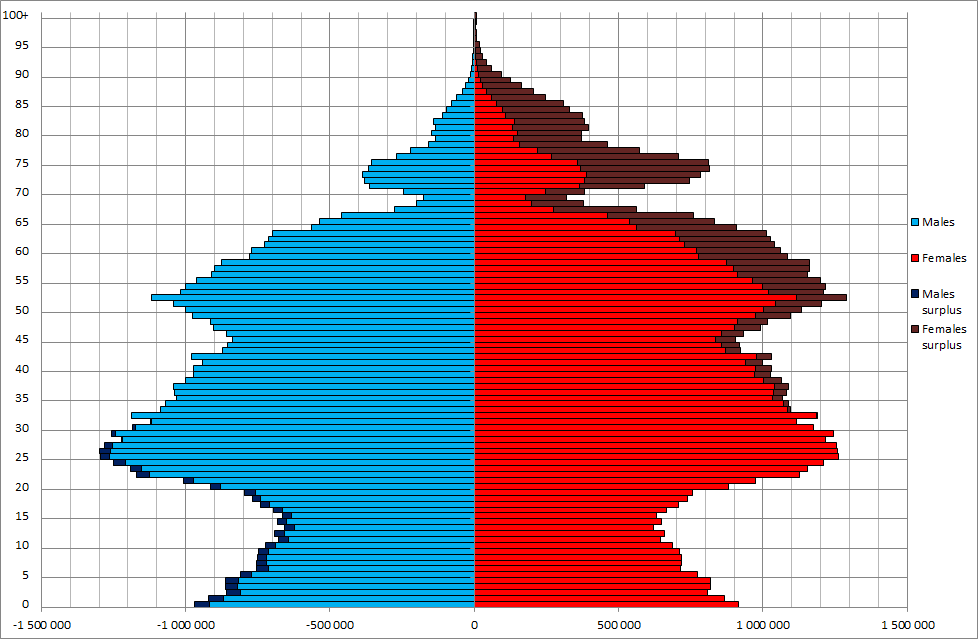
на 1 января 2014 года
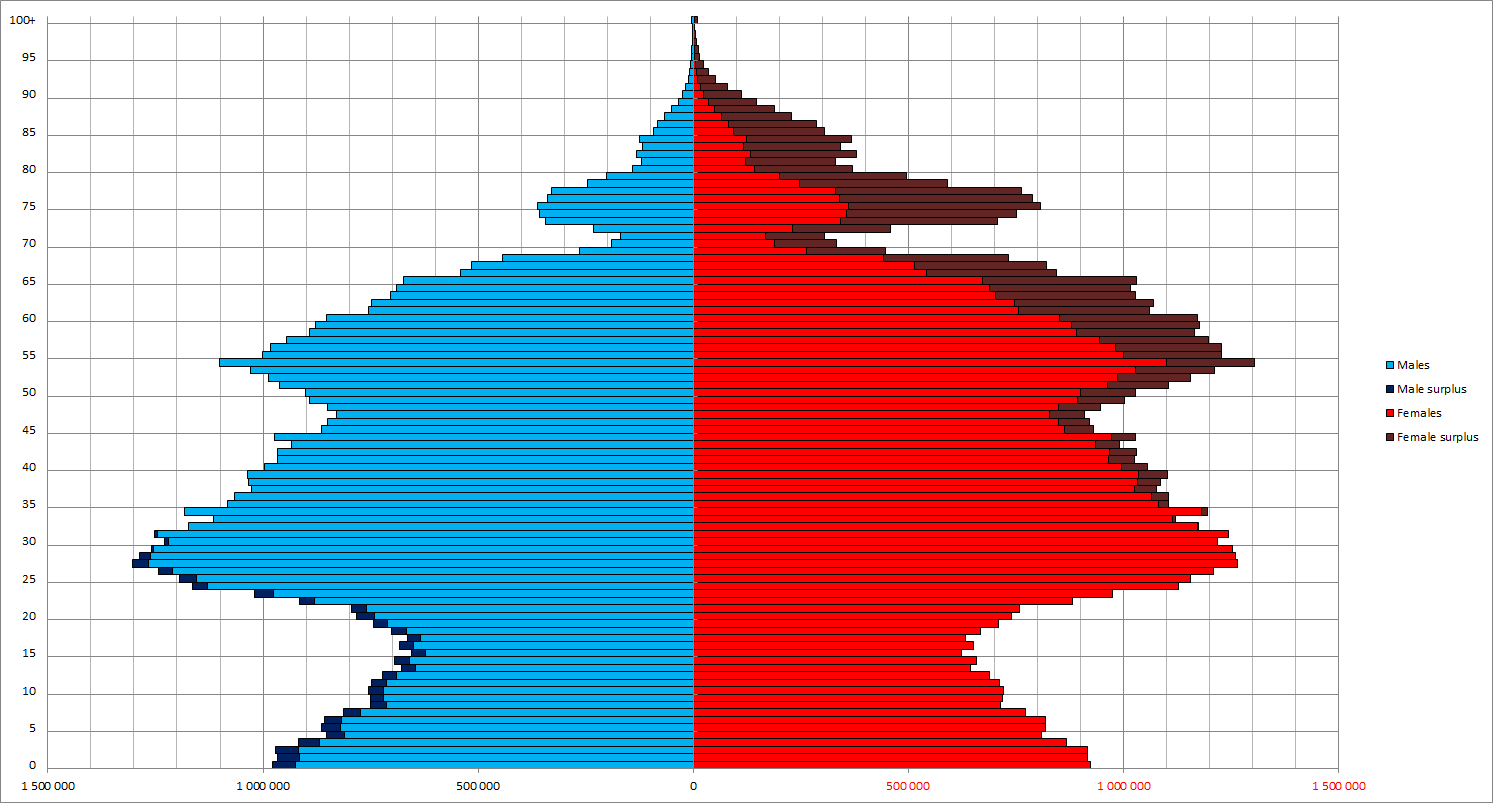
на 1 января 2015 года
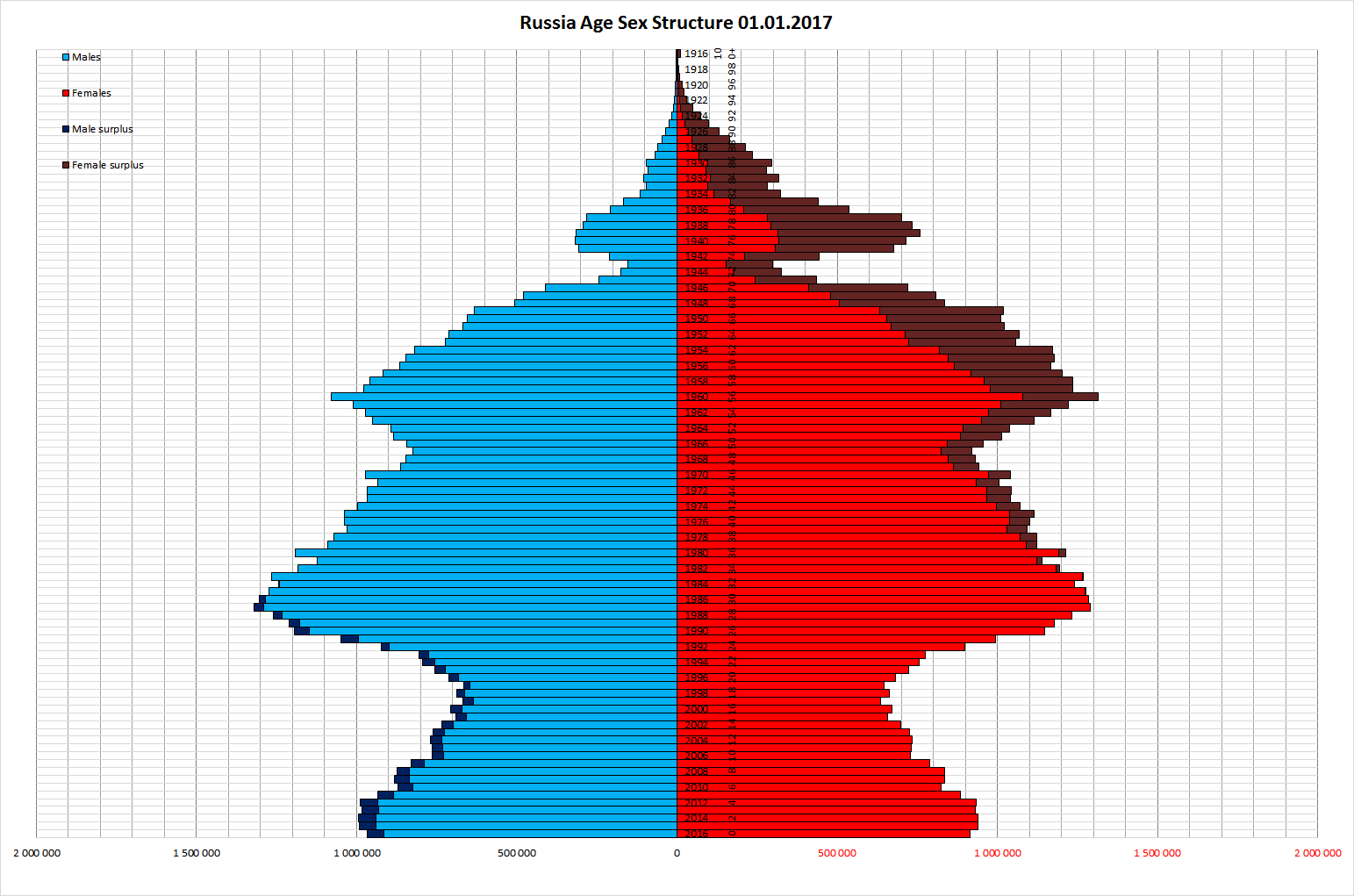
на 1 января 2017 года
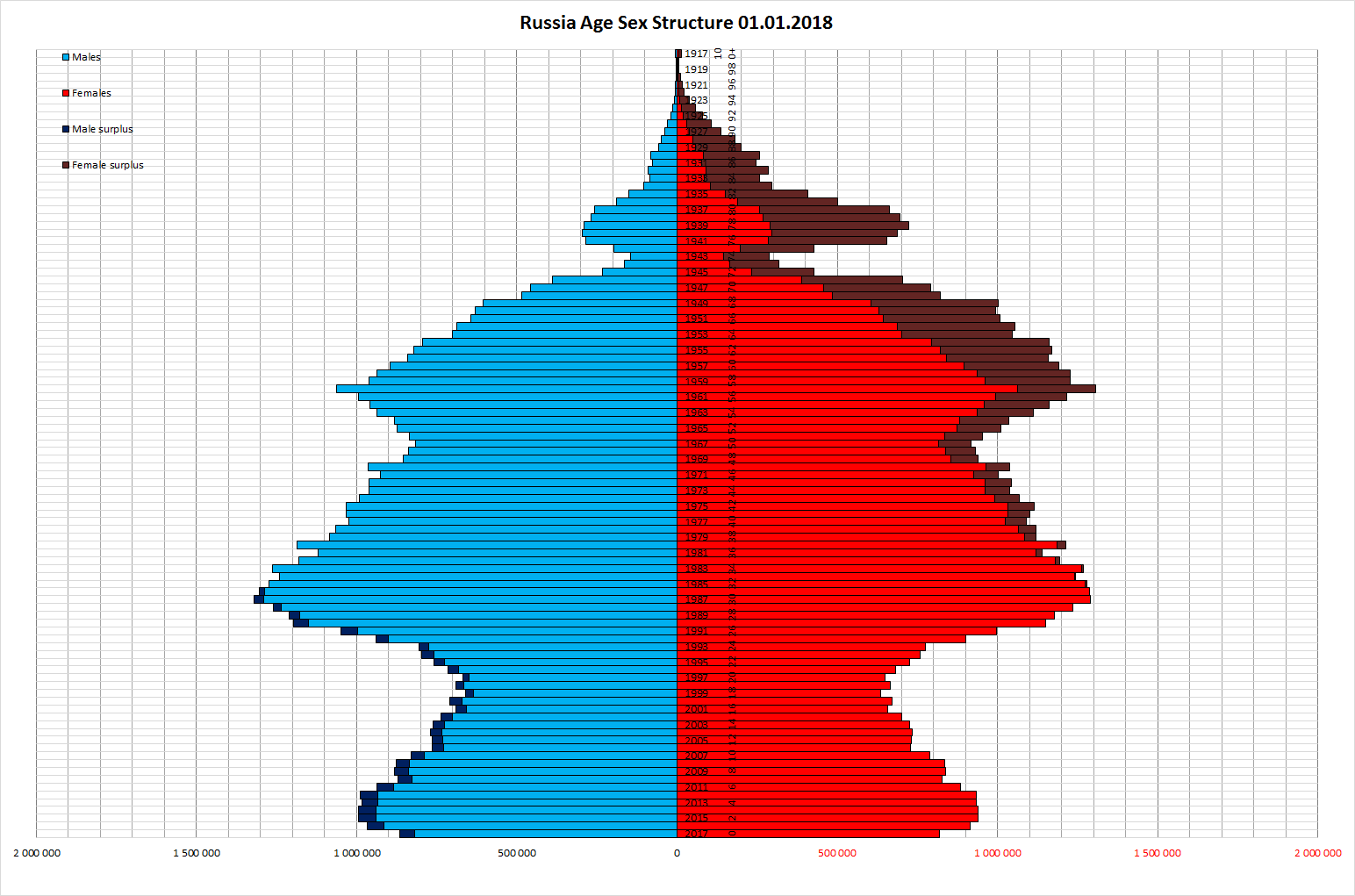
на 1 января 2018 года
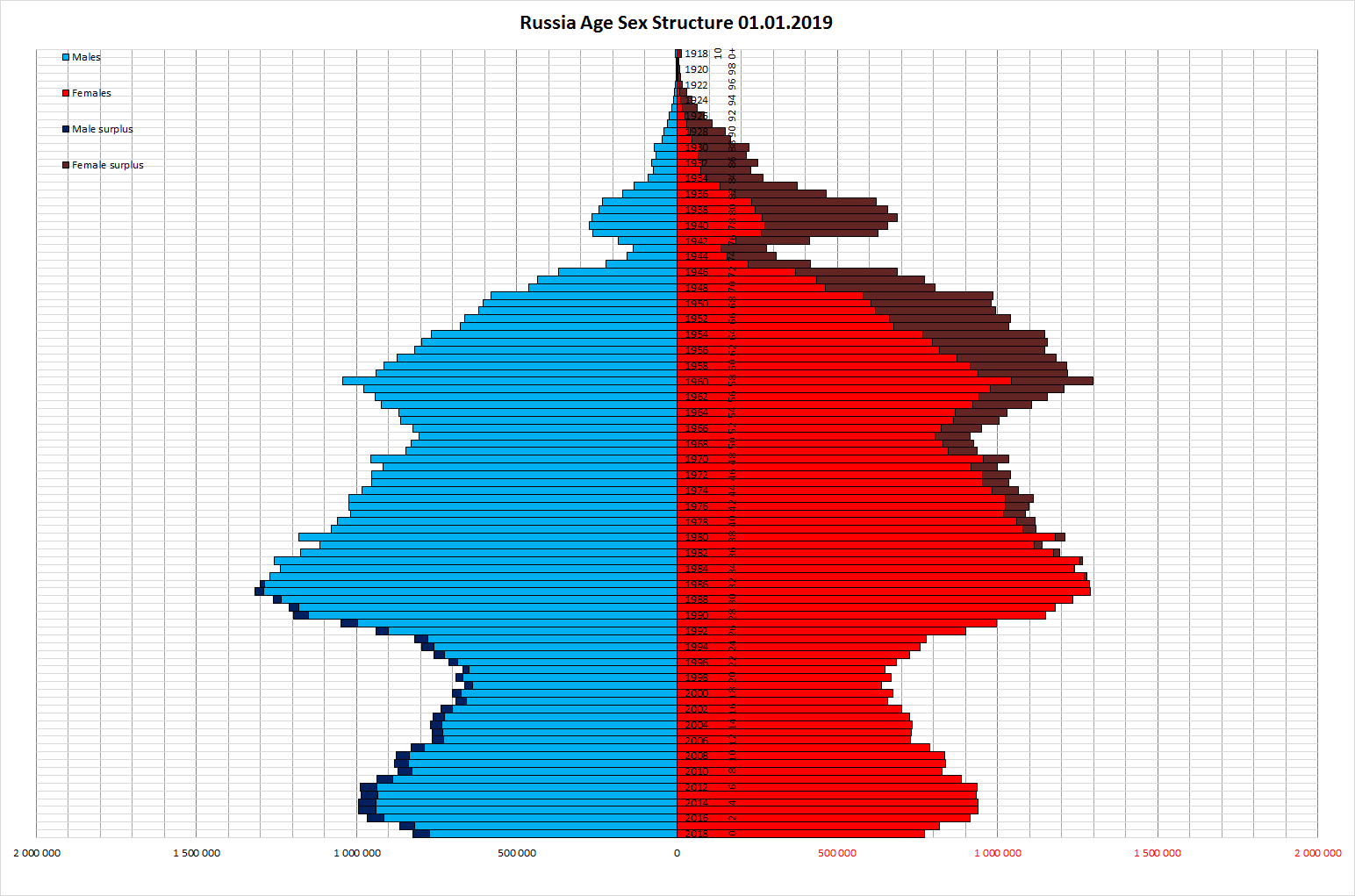
на 1 января 2019 года
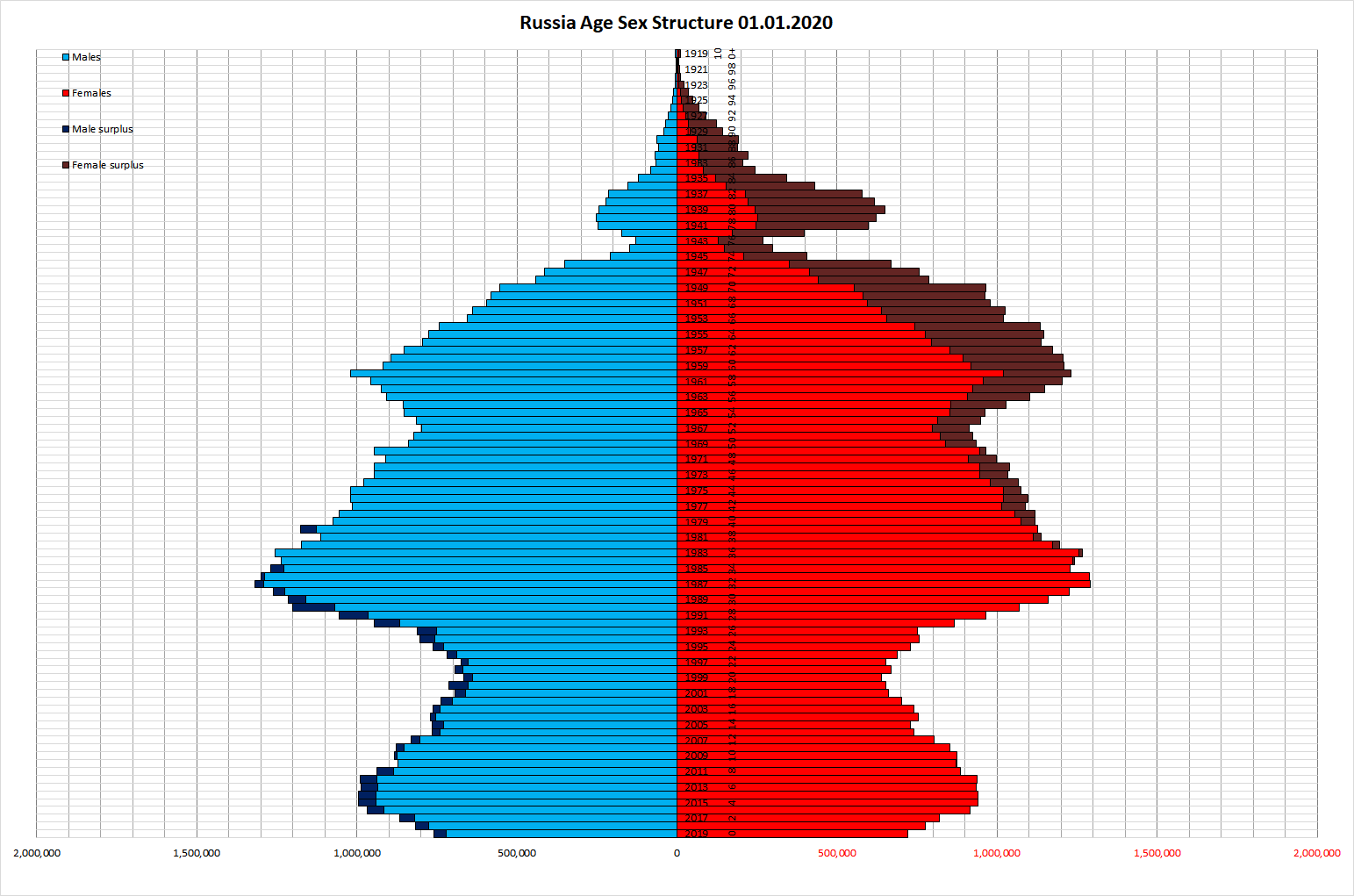
на 1 января 2020 года
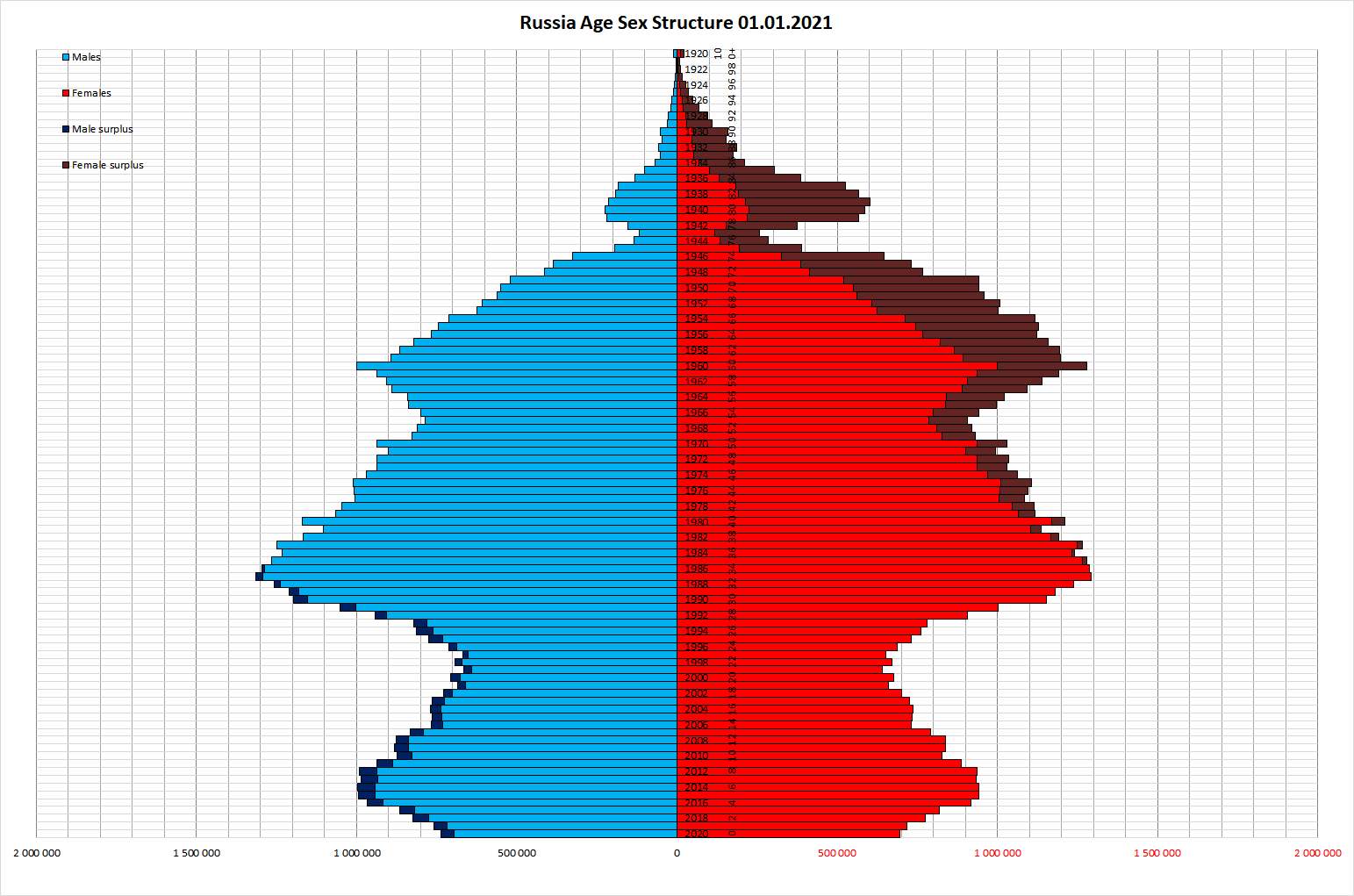
на 1 января 2021 года
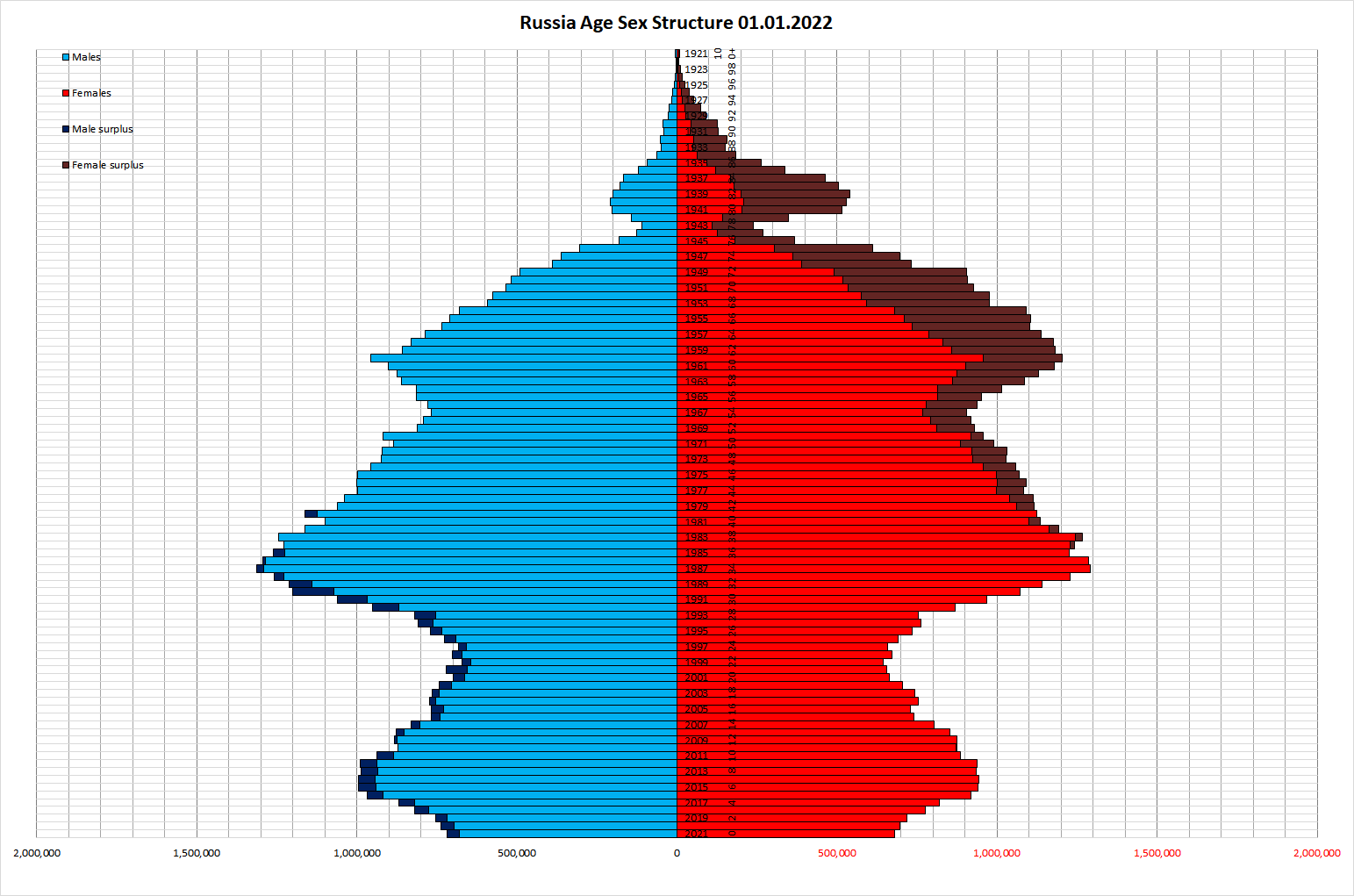
на 1 января 2022 года
на 1 января 2024 года

### Справочники
- Демографический ежегодник России — 2008
- Демографический ежегодник России — 2010

### Монографии
- Ермаков С. П., Захарова О. Д. Демографическое развитие России в первой половине XXI века. — М.: ИСПИ РАН, 2000.
- Антонов А. И., Медков В. М., Архангельский В. Н. Демографические процессы в России XXI века. — М.: «Грааль», 2002.
- Зиверт Ш., Захаров С., Клингхольц Р. Исчезающая мировая держава Архивная копия от 27 ноября 2019 на Wayback Machine Берлин: Berlin Institute for Population and Development, 2011. ISBN 978-3-9812473-8-1
- Чечулин В. Л., Смыслов В. И. Модели социально-экономической ситуации в России 1990—2010 годов и сценарные прогнозы до 2100 года: монография / В. Л. Чечулин, В. И. Смыслов; Перм. гос. нац. исслед. ун-т. — Пермь, 2013. — 194 с. — ISBN 978-5-7944-2273-3.
- Эберштадт Н. Демографический кризис в России в мирное время.

### Статьи
- Антонов А. И. Институциональный кризис семьи и возможности его преодоления в России (часть 1) // Демография.ру, 27.03.2011.
- Борисов В. Демографическая ситуация в современной России. // «Демографические исследования». — 2006. — № 1.
- Залунин В. И., Калинина Т. А. Демографический кризис как социальный феномен и особенности его проявления в современной России // «Труды Дальневосточного государственного технического университета» — 2002. — № 132. — С. 171—174.
- Левина Е. И. Институт семьи в современной демографической ситуации в России // Вестник Тамбовского университета. Серия: Гуманитарные науки, № 12, 2008. С. 483—488.
- Луцкая Е. Е. Проблемы социально-демографического развития // «Социальные и гуманитарные науки. Отечественная и зарубежная литература» Серия 2: Экономика. : Реферативный журнал. — 2001. — № 4. — С. 104—108.
- Сулакшин С. С. Корреляционный факторный анализ российского демографического кризиса // «Власть» — 2007. — № 1. — С. 16-28.
- Муравьёва М. В. Сельская демография России как фактор устойчивого социально-экономического развития //«Вестник Саратовского госагроуниверситета им. Н. И. Вавилова». — 2011. — № 11. — С. 71-75.
- Ткаченко Н. Н. Демографическая политика России в контексте национальной безопасности // «Философия права» — 2009. — № 3. — С. 116—119.
- Николас Эберштадт. Russia’s Peacetime Demographic Crisis: Dimensions, Causes, Implications
- Shkolnikov V. M., Cornia G. A. Population crisis and rising mortality in transitional Russia. // The mortality crisis in transitional economies. — Oxford: Oxford University Press, 2000. — p. 253—279.
- Вишневский А. Г., Школьников В. М. Смертность в России. Главные группы риска и приоритеты действий. — М.: Московский Центр Карнеги, 1997. — (Научные доклады, Вып. 19.)

### Разное
- Белобородов И. И. Социальные технологии формирования семейно-демографической политики в России в условиях демографического кризиса // Диссертация на соискание учёной степени кандидата социологических наук / Российский государственный социальный университет. Москва, 2008.
- Моисеев М. Демографический кризис: в чём видят выход государство и Церковь // Официальный сайт Московского Патриархата Русской Православной Церкви, 16.05.2006.
- Рязанцев С. В. Эмиграция женщин из России. Доклад на круглом столе «Семья и будущее цивилизаций» Мирового общественного форума «Диалог цивилизаций» (7—11.10.2010 г., Греция).
- Демографическая доктрина России: Проект для обсуждения (Руководитель разработки — Ю. В. Крупнов) // Институт мирового развития. — М., 2005.
- Антонов А. И., завкафедрой социологии семьи и демографии Социологического факультета МГУ Коэффициенты рождаемости растут, а население убывает // Журнал «Российская Федерация сегодня» — 2015. — № 13.
- В.Е. Гимпельсон и Р.И. Капелюшников. Российский рынок труда через призму демографии. — М. : Издательский дом ВШЭ, 2020. — 436 с. — ISBN 978-5-7598-2167-0.